# Brookwood Cemetery
Il cimitero di Brookwood, noto anche come London Necropolis, è un luogo di sepoltura situato a Brookwood, nel Surrey, in Inghilterra. È il cimitero più grande del Regno Unito e uno dei più grandi d'Europa. È elencato come sito di grado I nel Registro dei parchi e giardini storici.

## Storia
Il cimitero di Brookwood fu ideato dalla London Necropolis Company (LNC) nel 1849 per ospitare i defunti di Londra, in un periodo in cui la capitale britannica aveva difficoltà a ospitare la sua crescente popolazione, sia viva che morta. Si dice che il cimitero sia stato progettato dall'architetto William Tite, ma ciò è controverso.
Nel 1854 Brookwood era il cimitero più grande del mondo; a parte la sezione settentrionale, riservata ai nonconformisti, fu consacrato da Charles Sumner, vescovo di Winchester, il 7 novembre 1854. Fu aperto al pubblico il 13 novembre successivo, quando ebbero luogo le prime sepolture.
Nel 1857 l'attore John W. Anson vi acquistò 1 acro (4 000 m²)  di terreno, il cosiddetto "Actors' Acre", per la Dramatic, Equestrian and Musical Sick Fund Association come luogo di sepoltura per gli attori e i loro parenti.
Nel 1858 la London Necropolis Company, in un periodo di crisi finanziaria, vendette una porzione di 64 acri (26 ha) di terreno al governo per la costruzione del carcere per invalidi di Woking.

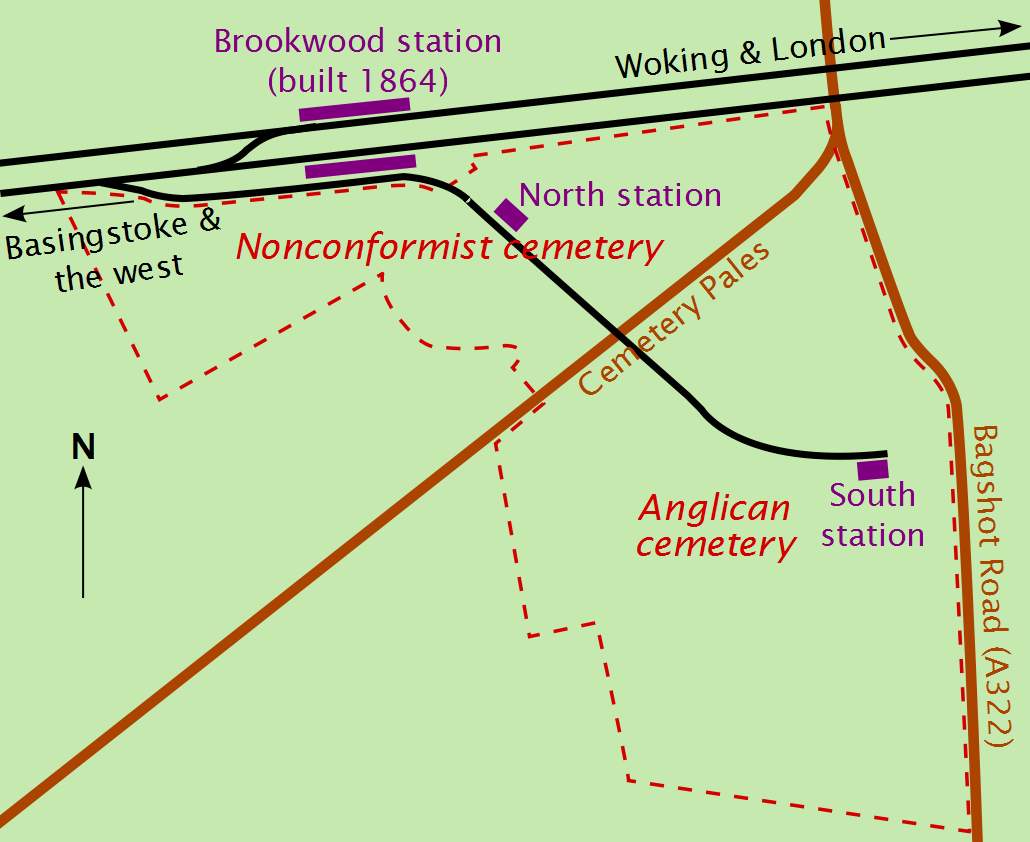
La disposizione del cimitero di Brookwood e delle linee ferroviarie che lo servivano al momento della sua apertura (basato su una mappa in Clarke (2006), p. 14)

### La Necropolis Railway
Un tempo Brookwood era raggiungibile in treno da una stazione speciale, la stazione di Londra Necropolis, sita nel centro della città accanto alla stazione di Waterloo. I treni avevano carrozze passeggeri riservate a classi diverse e altre carrozze per le bare (anch'esse di classi diverse), e arrivavano al cimitero tramite un ramo dedicato dell'adiacente South Western Main Line: c'era un bivio appena a ovest della stazione di Brookwood. Da lì i passeggeri e le bare venivano trasportati con veicoli trainati da cavalli. La stazione di Londra Necropolis fu spostata nel 1902, ma la costruzione più recente fu demolita dopo aver subito danni dai bombardamenti della Seconda guerra mondiale.

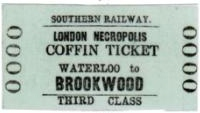
Biglietto di terza classe per una bara, emesso tra aprile e settembre 1925.

Per i dolenti venivano emessi biglietti di andata e ritorno, per i defunti biglietti di sola andata.
Nel cimitero c'erano due stazioni: Nord per i nonconformisti e Sud per gli anglicani. Le rispettive banchine esistono ancora lungo il percorso oggi chiamato Railway Avenue. Per i visitatori che desideravano utilizzare la South Western Main Line, la stazione di Brookwood permetteva dal giugno 1864 l'entrata diretta al cimitero. Un brevissima sezione di tracciato ferroviario, con una targa commemorativa, lascia oggi deliberatamente il posto a un campo erboso a ricordare l'antica tappa finale del viaggio del defunto.
Fu l'epidemia di colera del 1848 a spingere due industriali a sviluppare questo luogo di sepoltura. All'inizio fu un progetto controverso. Il vescovo di Londra condannò come "offensivo" far viaggiare cadaveri di prima, seconda e terza classe nelle medesima carrozza, quindi la norma dovette essere modificata.

### Prime sepolture
La LNC offriva tre classi di funerali:
- Un funerale di prima classe consentiva agli acquirenti di scegliere un luogo per la tomba in qualsiasi punto del cimitero. La LNC faceva pagare un extra per le sepolture in alcuni siti particolari.[7]

Al momento dell'apertura i prezzi partivano da 2 sterline e 10 scellini (circa 296 £ del 2024) per uno spazio-base di 9 per 4 piedi (2,7 m × 1,2 m) senza specifiche particolari per la bara. La LNC si aspettava che coloro che acquistavano tombe di prima classe avrebbero eretto un monumento commemorativo permanente di qualche tipo a tempo debito, dopo il funerale.
- I funerali di seconda classe costavano una sterlina e consentivano un certo controllo sul luogo di sepoltura.[8] Il diritto di erigere un monumento permanente costava 10 scellini in più; se non veniva eretto un monumento permanente, la LNC si riservava il diritto di riutilizzare la tomba in futuro.[7]
- I funerali di terza classe erano riservati ai funerali dei poveri, che venivano sepolti a spese della parrocchia nella sezione del cimitero ad essa designata. Sebbene alla LNC fosse proibito inumare in fosse comuni (a parte la sepoltura dei parenti più prossimi nella stessa tomba), e quindi anche la classe più bassa di funerali garantiva una tomba separata per il defunto, ai funerali di terza classe non era concesso il diritto di erigere un monumento permanente sul sito.[8] Le famiglie di coloro che erano sepolti potevano pagare in seguito per aggiornare una tomba di terza classe a una di classe superiore se in seguito avessero voluto erigere un monumento, ma questa pratica era rara.[9] Nonostante ciò, le tombe dei poveri di Brookwood garantivano più dignità al defunto rispetto agli altri cimiteri dell'epoca, tutti i quali, a parte Brookwood, continuavano con la pratica delle fosse comuni per i poveri[10].

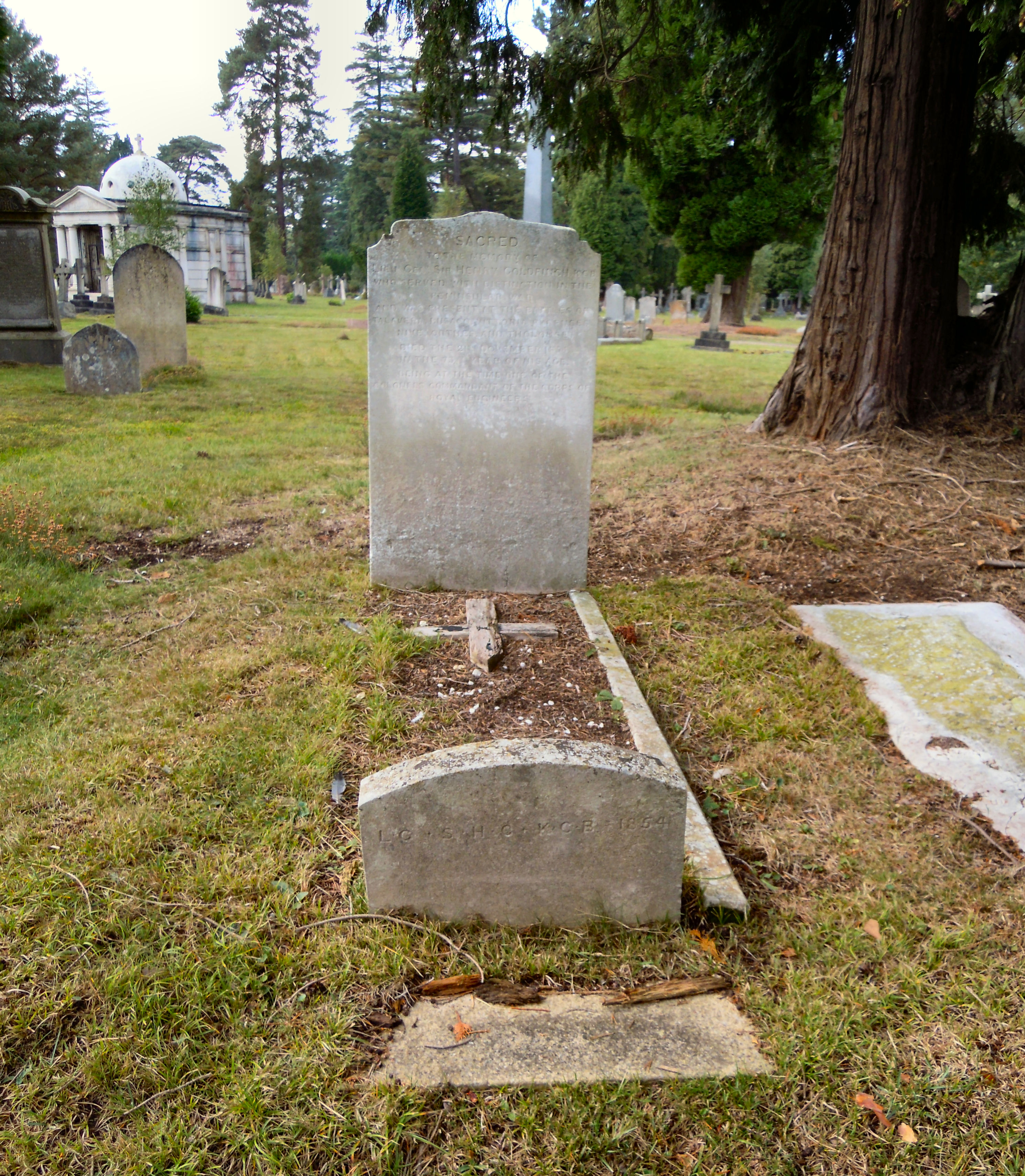
Il monumento a Sir Henry Goldfinch è il più antico del cimitero.

Brookwood era uno dei pochi cimiteri a consentire le sepolture la domenica, il che lo rendeva una scelta popolare tra i poveri poiché consentiva alle persone di partecipare ai funerali senza dover perdere un giorno di lavoro. Poiché all'epoca le rappresentazioni teatrali erano vietate la domenica, Brookwood per lo stesso motivo divenne una scelta popolare anche per la sepoltura degli attori, al punto che agli attori veniva assegnata una sezione dedicata vicino all'ingresso della stazione.
Mentre la maggior parte delle sepolture effettuate dalla LNC (circa l'80%) erano funerali di poveri per conto delle parrocchie e delle prigioni di Londra, l'azienda strinse anche accordi con un certo numero di società, corporazioni, ospedali, workhouse, enti religiosi e organizzazioni simili. La LNC predispose sezioni dedicate del cimitero per questi gruppi, sulla base del fatto che coloro che avevano vissuto o lavorato insieme in vita potessero rimanere insieme dopo la morte. Sebbene la LNC non sia mai riuscita a ottenere il predominio sull'industria funebre di Londra come i suoi fondatori avevano sperato, ebbe molto successo nel rivolgersi ai lavoratori specializzati quali artigiani e commercianti, al punto che venne soprannominata "l'abbazia di Westminster della classe media". Il Royal Hospital Chelsea, casa di riposo per militari che in precedenza seppelliva i suoi ospiti nel Brompton Cemetery a Chelsea, ha utilizzato il cimitero di Brookwood, dove ha due lotti, a partire dal 1893.
Fu istituito un gran numero di questi appezzamenti dedicati, che vanno dai Chelsea Pensioners e all'Ancient Order of Foresters, al Corps of Commissionaires ai dipendenti della LSWR. Il cimitero dei nonconformisti comprende anche un cimitero Parsi fondato nel 1862, che al 2011 era l'unico luogo di sepoltura zoroastriano in Europa. Sezioni dedicate nel cimitero anglicano erano riservate anche alle sepolture di quelle parrocchie che avevano preso accordi per la sepoltura con la LNC.
La prima sepoltura fu quella dei gemelli nati morti di certi signor e signora Hore di Ewer Street, The Borough. I gemelli Hore, insieme alle altre salme dello stesso giorno, ebbero sepoltura di terza classe. La prima sepoltura a Brookwood con un memoriale permanente fu quella del tenente generale Sir Henry Goldfinch, sepolto il 25 novembre 1854, 26a persona ad essere inumata nel cimitero. Il primo monumento permanente eretto nella sezione nonconformista del cimitero fu quello di Charles Milligan Hogg, figlio del botanico Robert Hogg, sepolto il 12 dicembre 1854. Le tombe di Goldfinch e Hogg non recano i monumenti più antichi del cimitero, poiché in alcune occasioni le lapidi accompagnavano le salme che venivano spostate a Brookwood da cimiteri preesistenti.

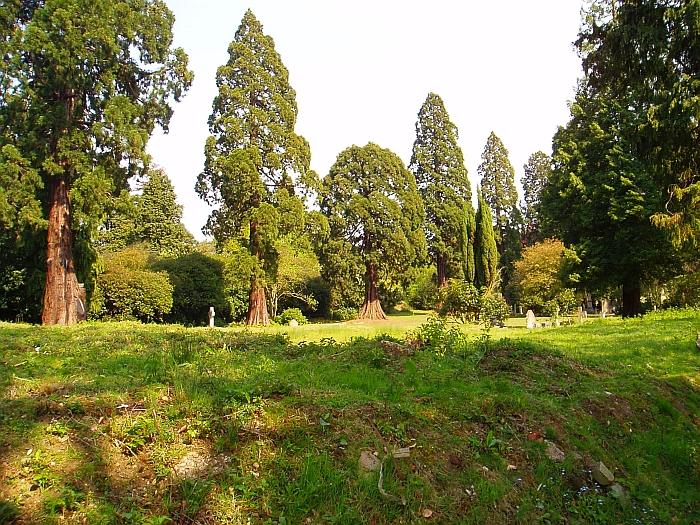
Il tasso di sepolture è stato molto più basso di quanto previsto dalla London Necropolis Company e circa l'80% delle tombe non presenta lapidi, rendendo Brookwood particolarmente ordinato rispetto ad altri cimiteri.

Vi sono state sepolte nel corso del tempo oltre 235.000 persone.

### Reinumazioni
I massicci progetti di ingegneria civile di Londra della metà del XIX secolo – le ferrovie, il sistema fognario e, dagli anni sessanta dell’Ottocento, i primi tratti della metropolitana di Londra – spesso richiedevano la demolizione dei cimiteri esistenti. Il primo grande trasferimento ebbe luogo nel 1862, quando la costruzione della stazione ferroviaria di Charing Cross e dei percorsi per accedervi resero necessaria la demolizione del cimitero del Cure's College a Southwark, il che portò alla luce almeno 7.950 corpi. Questi vennero imballati in 220 grandi contenitori, ognuno contenente 26 adulti più bambini, e spediti sulla London Necropolis Railway a Brookwood per la reinumazione, insieme ad almeno alcune delle lapidi esistenti nel cimitero.
Almeno 21 cimiteri di Londra furono trasferiti a Brookwood tramite ferrovia, insieme a molti altri trasferiti su strada dopo la chiusura della ferrovia. Tra le chiese le cui tombe furono spostate c'erano:
- St Michael, Crooked Lane (demolita nel 1831, cimitero rimosso nel 1987)[26]
- St Antholin, Budge Row (demolita nel 1875)
- All-Hallows-the-Great (demolita nel 1894)
- St Magnus the Martyr (resti rimossi dalla cripta nel 1894)
- All-Hallows-the-Less (distrutto nel grande incendio di Londra, resti rimossi nel 1896)
- St Michael Wood Street (demolita nel 1897)
- St Mildred, Bread Street (i resti furono rimossi nel 1898, la chiesa fu distrutta durante il bombardamento di Londra nel 1941)
- St George Botolph Lane (demolita nel 1904)
- Chiesa parrocchiale di St Marylebone (i resti della cripta furono rimossi nel 1987)
- Chiesa di San Giacomo, Piccadilly (i resti furono rimossi dal giardino di San Giacomo, fondato nel 1878 sull'ex cimitero della chiesa, nel periodo 2017-2020 a causa dei lavori di costruzione del terminal HS2 della stazione di Euston)
- Il cimitero non consacrato di Southwark (chiuso nel 1853, molti resti furono rimossi negli anni successivi)

### Cremazioni
Nel 1878, la LNC vendette una porzione isolata del suo terreno, vicino al villaggio di St John, alla Cremation Society of Great Britain, sulla quale fu costruito il Woking Crematorium, il primo crematorio in Gran Bretagna. Sebbene la LNC non abbia mai costruito un proprio crematorio, nel 1910 Lord Cadogan decise di non voler più essere sepolto nel mausoleo da lui commissionato a Brookwood: questo edificio, il più grande mausoleo del cimitero, fu acquistato dalla LNC, dotato di mensole e nicchie per contenere le urne e da allora utilizzato come colombario dedicato alle cremazioni.

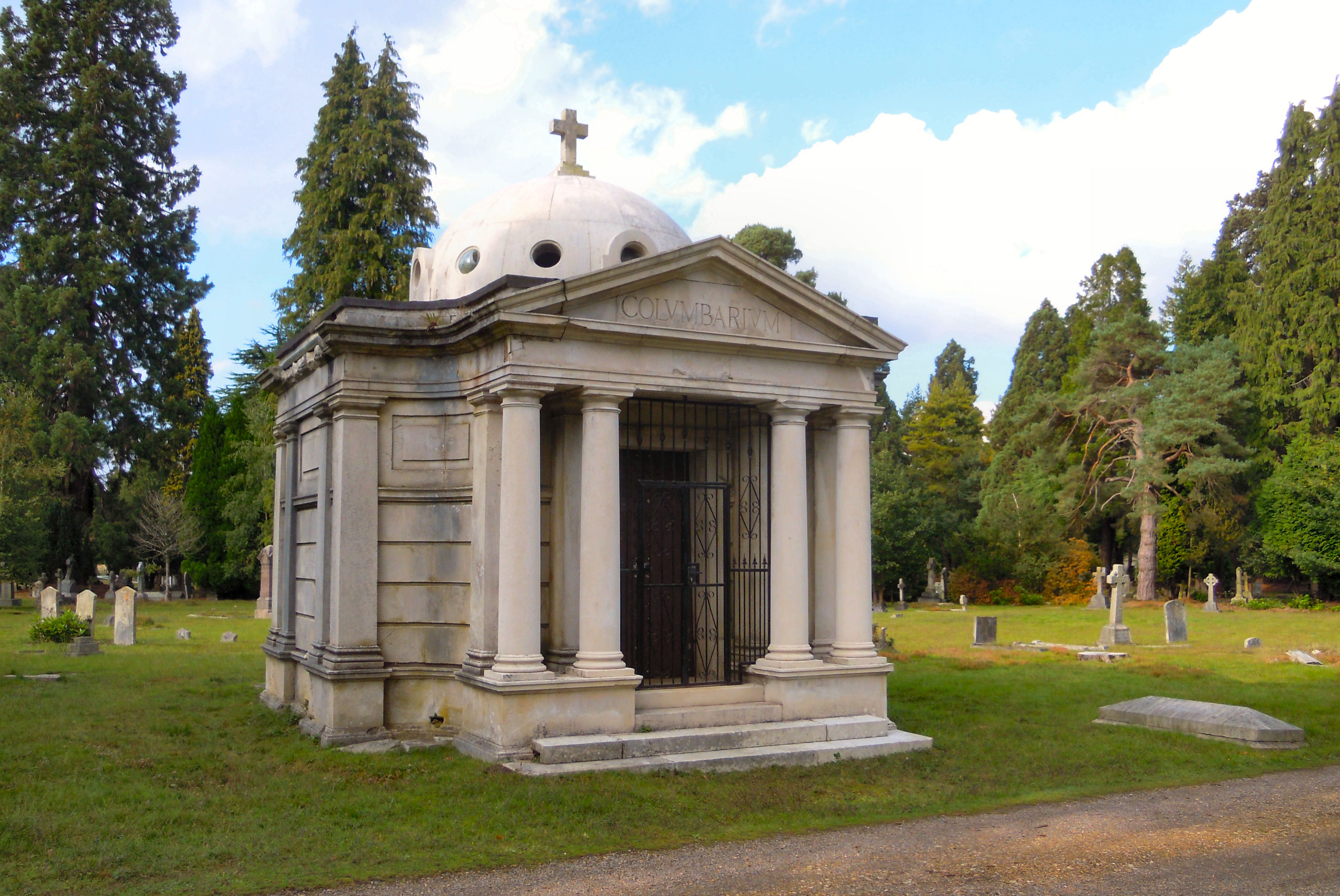
Brookwood Columbarium, costruito come mausoleo per Lord Cadogan ma convertito nel 1910 per la conservazione delle urne cinerarie

Dopo il 1945 la cremazione, fino a quel momento una pratica poco comune, divenne sempre più popolare in Gran Bretagna. Nel 1946, la LNC ottenne il permesso per costruire il proprio crematorio su una sezione del cimitero non conformista che era stata riservata alle sepolture dei poveri, ma scelse di non procedere. Invece, nel 1945, l'LNC iniziò la costruzione delle Glades of Remembrance, un'area boscosa dedicata alla sepoltura delle ceneri, che ricevette la consacrazione da Henry Montgomery Campbell, vescovo di Guildford nel 1950, quando già le sepolture vi si tenevano da tre anni Progettate intenzionalmente per l'informalità, le lapidi e i memoriali tradizionali erano proibiti e le sepolture erano contrassegnate solo da piccole lapidi di 2 fino a 3 pollici (5,1 fino a 7,6 cm).

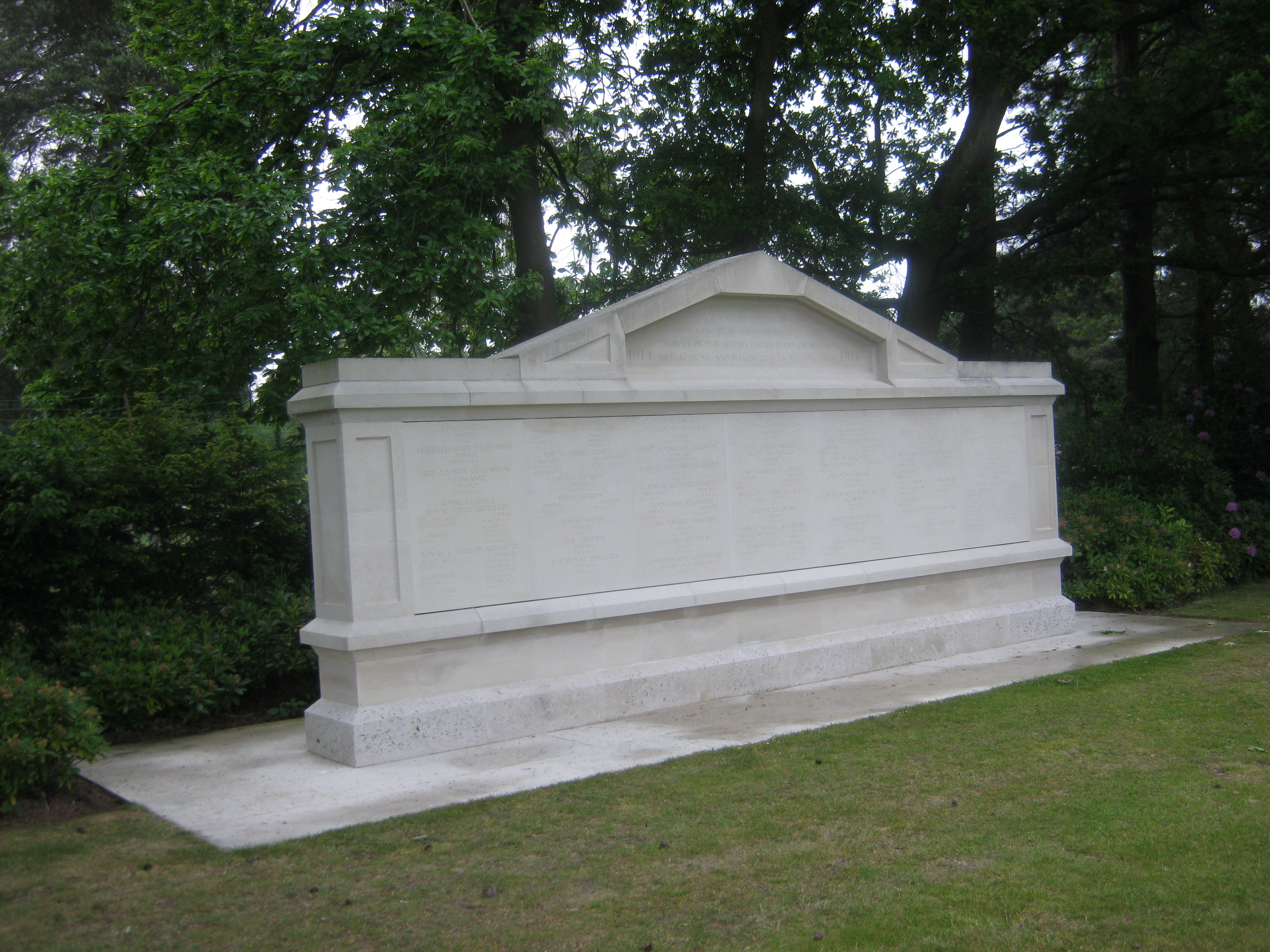
Monumento commemorativo originale del 1914-1918
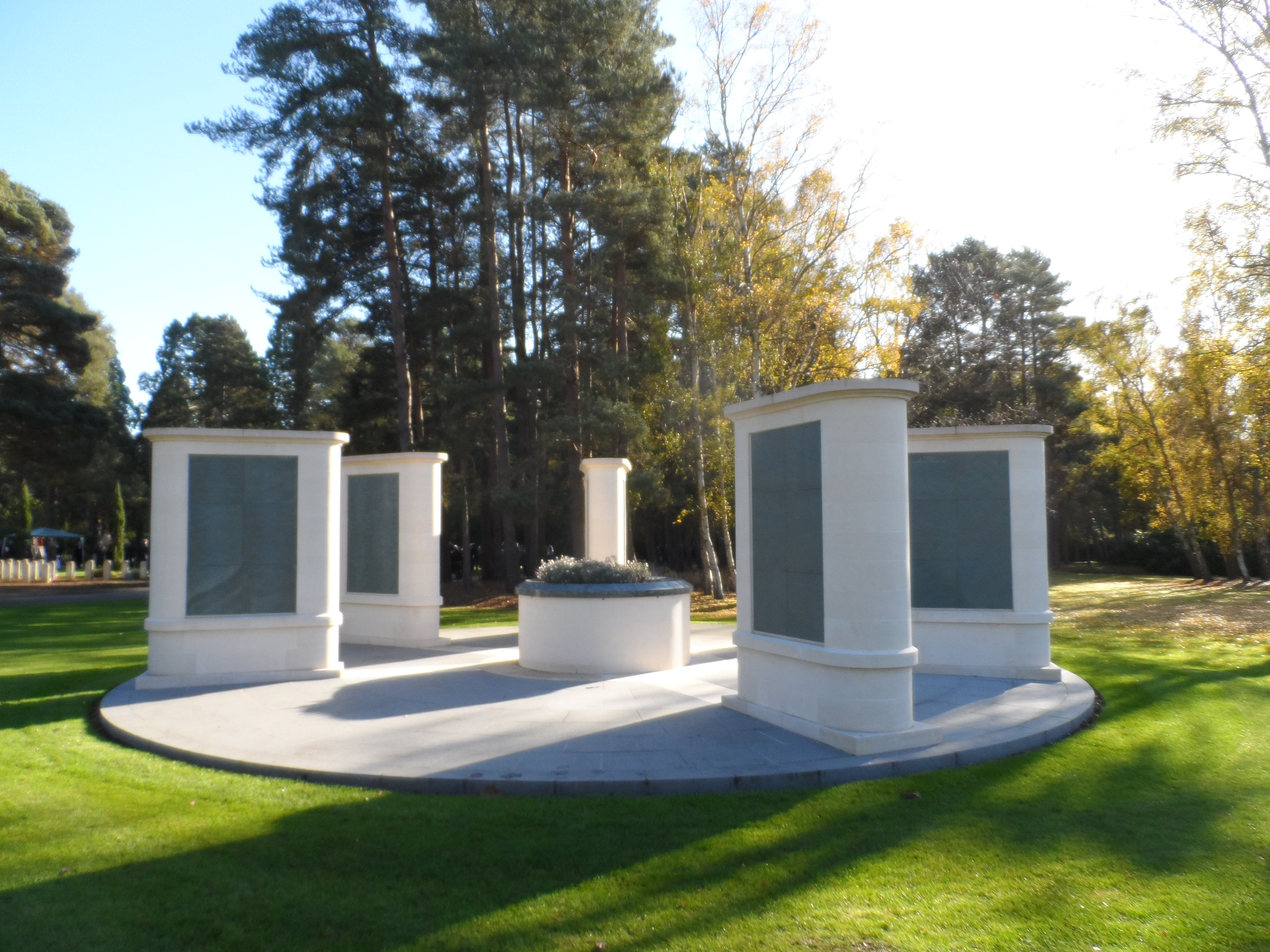
Monumento commemorativo sostitutivo 1914-1918
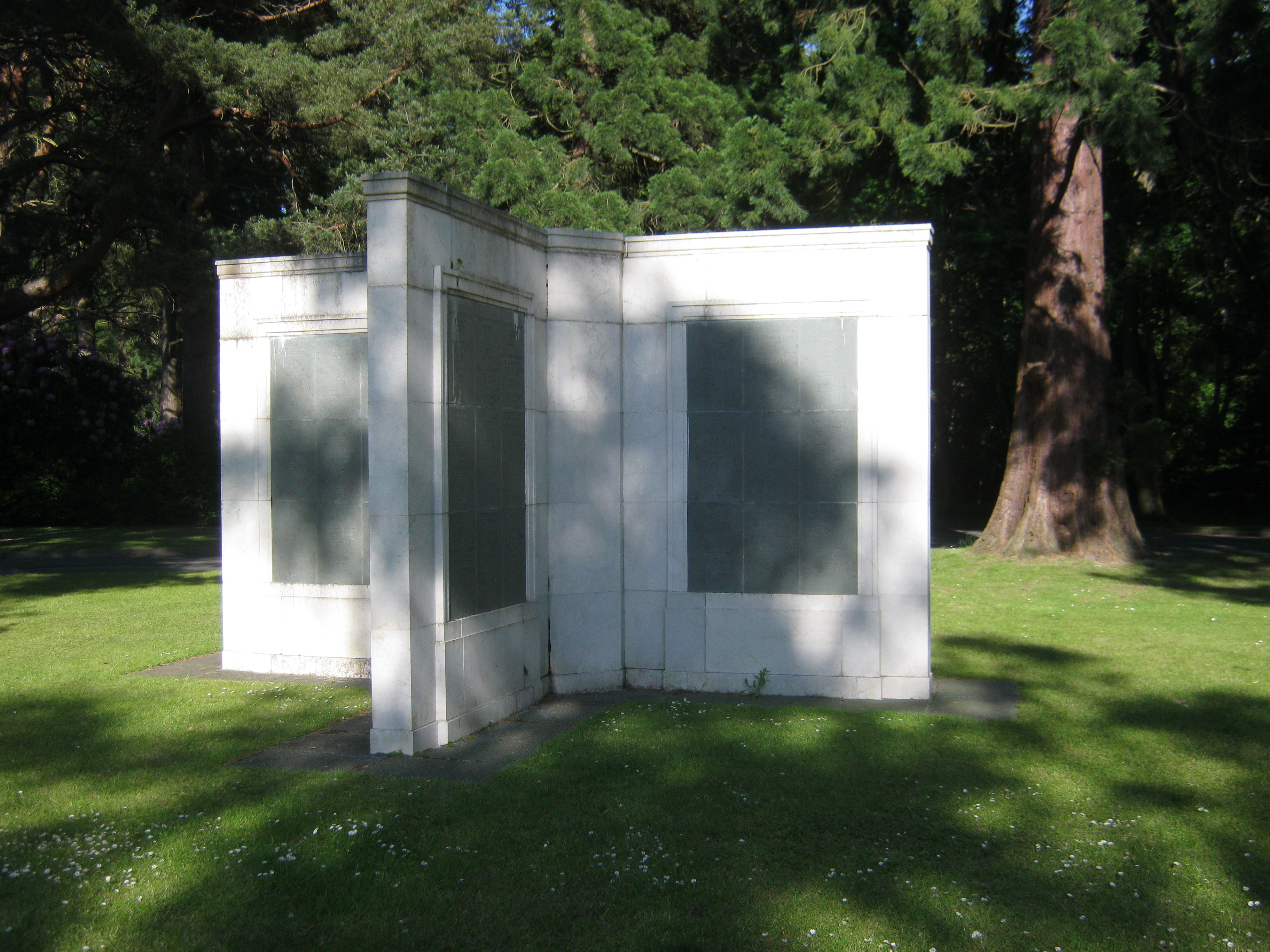
Memoriale della Russia

Nel decennio successivo, il cimitero fu molto vicino ad avere un proprio crematorio. Dopo la chiusura delle due stazioni ferroviarie di Brookwood, il terreno circostante il sito della stazione Sud e le due cappelle anglicane della stazione divennero superflui. Come parte del London Necropolis Act del 1956, la LNC ottenne il consenso parlamentare per convertire la cappella anglicana in disuso in un crematorio, utilizzando la cappella più nuova per i servizi funebri e l'edificio della stazione per lo stoccaggio delle bare e come sala ristoro per coloro che partecipavano alle cremazioni. Per problemi finanziari, e distratta da una serie di offerte pubbliche di acquisto ostili, la direzione della LNC non ha mai portato avanti il progetto e gli edifici sono caduti in disuso. L'edificio della stazione fu demolito dopo essere stato danneggiato nel 1972 da un incendio.

### Orticolo
Con l'ambizione di farla diventare in perpetuo l'unico luogo di sepoltura di Londra, la LNC era consapevole che se i suoi piani avessero avuto successo, la necropoli sarebbe diventata un sito di grande importanza nazionale. Di conseguenza il cimitero fu progettato pensando all'aspetto attraente, in contrasto con gli squallidi e congestionati cimiteri cittadini e con i nuovi cimiteri suburbani che stavano già diventando affollati.
La LNC si proponeva di creare un'atmosfera di perpetua primavera e scelse di conseguenza le essenze vegetali. Era già stato notato che le piante sempreverdi provenienti dal Nord America prosperavano sul terreno locale. Robert Donald, proprietario di un arboreto vicino a Woking, fu incaricato di fornire gli alberi e gli arbusti idonei. La linea ferroviaria che attraversava il cimitero e le strade principali e i sentieri all'interno furono fiancheggiati da sequoie giganti, la prima piantagione significativa di questi alberi in Gran Bretagna. Il terreno era inoltre piantumato con magnolie, rododendri, sequoie della California, azalee, pieris e araucaria, con l'intenzione di creare un verde perpetuo, con un gran numero di fiori e un forte profumo floreale in tutto il cimitero.
Negli anni successivi la piantumazione originaria del cimitero fu integrata dalla LNC con numerose altre specie arboree, oltre alle molte piante messe a dimora dai privati sui luoghi di sepoltura e attorno ai mausolei. Tra la fine dell'indipendenza della LNC nel 1959 e l'acquisto del cimitero da parte di Ramadan Güney nel 1985, la manutenzione fu drasticamente ridotta e la diffusione di vari tipi di piante fece sì che molte delle sezioni non militari del cimitero tornassero allo stato selvaggio in questo periodo

### XX e XXI secolo
Nell'agosto del 1914, allo scoppio della prima guerra mondiale, la LNC si offrì di donare al Ministero della Guerra 1 acro (4 000 m²) di terreno «per la gratuita sepoltura dei soldati e dei marinai che sono tornati dal fronte feriti e che in seguito abbiano a morire». L'offerta non fu accettata fino al 1917, quando una sezione fu destinata a cimitero militare, utilizzato per le sepolture del personale di servizio morto nel distretto di Londra. Questo cimitero costruito appositamente venne utilizzato per accogliere ulteriori caduti nella Seconda guerra mondiale.
Nel frattempo, 141 membri del personale militare del Commonwealth furono sepolti in tombe sparse, a parte una piccola zona in St Peter's Avenue nel campo di Westminster (per le infermiere del Millbank Military Hospital) e una zona indiana (incluso un soldato non identificato) nell'angolo nord-ovest.
Durante la seconda guerra mondiale, 51 militari del Commonwealth furono sepolti nel cimitero civile, dove sono anche cinque militari stranieri le cui tombe sono comunque curate dalla Commonwealth War Graves Commission (CWGC). Nel 1958 la CWGC costruì un monumento militare in memoria dei dispersi di quella guerra.
Esiste un monumento commemorativo di Edoardo il Martire, re d'Inghilterra. Le sue reliquie sono conservate nella vicina chiesa ortodossa di Sant'Edoardo Martire.
La London Necropolis Company venne rilevata dalla Alliance Property nel 1959 e la società venne gradualmente spogliata dei terreni e degli investimenti fino a quando, nel 1973, il cimitero divenne un'entità autonoma. Il cimitero passò di mano tra diverse società immobiliari negli anni settanta, durante i quali la manutenzione del cimitero fu trascurata: nel 1970 Cornwall Property (Holdings) Ltd, nel 1971 Great Southern Group, nel 1973 Maximillian Investments. Maximillian Investments ottenne l'approvazione del Brookwood Cemetery Act del 1975 che autorizzò a vendere le parti inutilizzate del cimitero e alcune aree furono vendute per lo sviluppo immobiliare.
Nel 1985, Ramadan Güney acquistò il cimitero di Brookwood dal proprietario, il signor DJT Dally, che in precedenza era il direttore del cimitero. L'acquisto nacque dal ruolo di Güney come presidente del UK Turkish Islamic Trust, che desiderava luoghi di sepoltura adeguati per i propri membri. La Brookwood Cemetery Society è stata fondata nel 1992 per organizzare eventi, promuovere la storia del sito e sostenere i lavori di restauro. Dopo la morte di Güney, avvenuta nel 2006, la proprietà passò ai suoi figli e la gestione passò al figlio Erkin, direttore del cimitero per quasi 30 anni. Diane Holliday, compagna di Güney per 6 anni, è stata esclusa dalla società operativa e poi licenziata. Nel 2011, l'eredità del cimitero è stata contestata con successo da Diane Holliday e dal di lei figlio Kevin. Questa decisione è stata confermata dall'Alta Corte in appello nel 2012. Nel 2014 Diane Holliday ha venduto il cimitero al Consiglio di Woking.
Nel 2017 sono iniziati i lavori di riesumazione dei resti di circa 40.000-50.000 persone sepolte nell'ex cimitero della chiesa di St. James a Piccadilly, a causa della costruzione del nuovo terminal HS2 presso la stazione di Euston. L'ex luogo di sepoltura fu utilizzato tra il 1790 e il 1853 prima che il cimitero diventasse St James's Gardens nel 1878. I terreni sono stati utilizzati come parco pubblico fino alla loro chiusura nel 2017, all'inizio dei lavori di costruzione. Gran parte del progetto di esumazione consisteva in una catalogazione e uno studio pluriennale dei resti da parte di osteo-archeologi, e parte dei lavori è stata documentata dalla BBC. Nel 2020 è stato annunciato che il Consiglio di Woking e HS2 avevano concordato che i resti sarebbero stati nuovamente seppelliti in un nuovo appezzamento sul lato sud del cimitero di Brookwood. Le esumazioni e lo studio sono iniziati nell'ottobre 2018 e la sepoltura a Brookwood ha avuto luogo tra agosto 2020 e novembre 2020. Con circa 50.000 resti individuali, si pensa che sia il più grande progetto di sepoltura nella storia di Brookwood.

## Cimitero militare di Brookwood e monumenti commemorativi

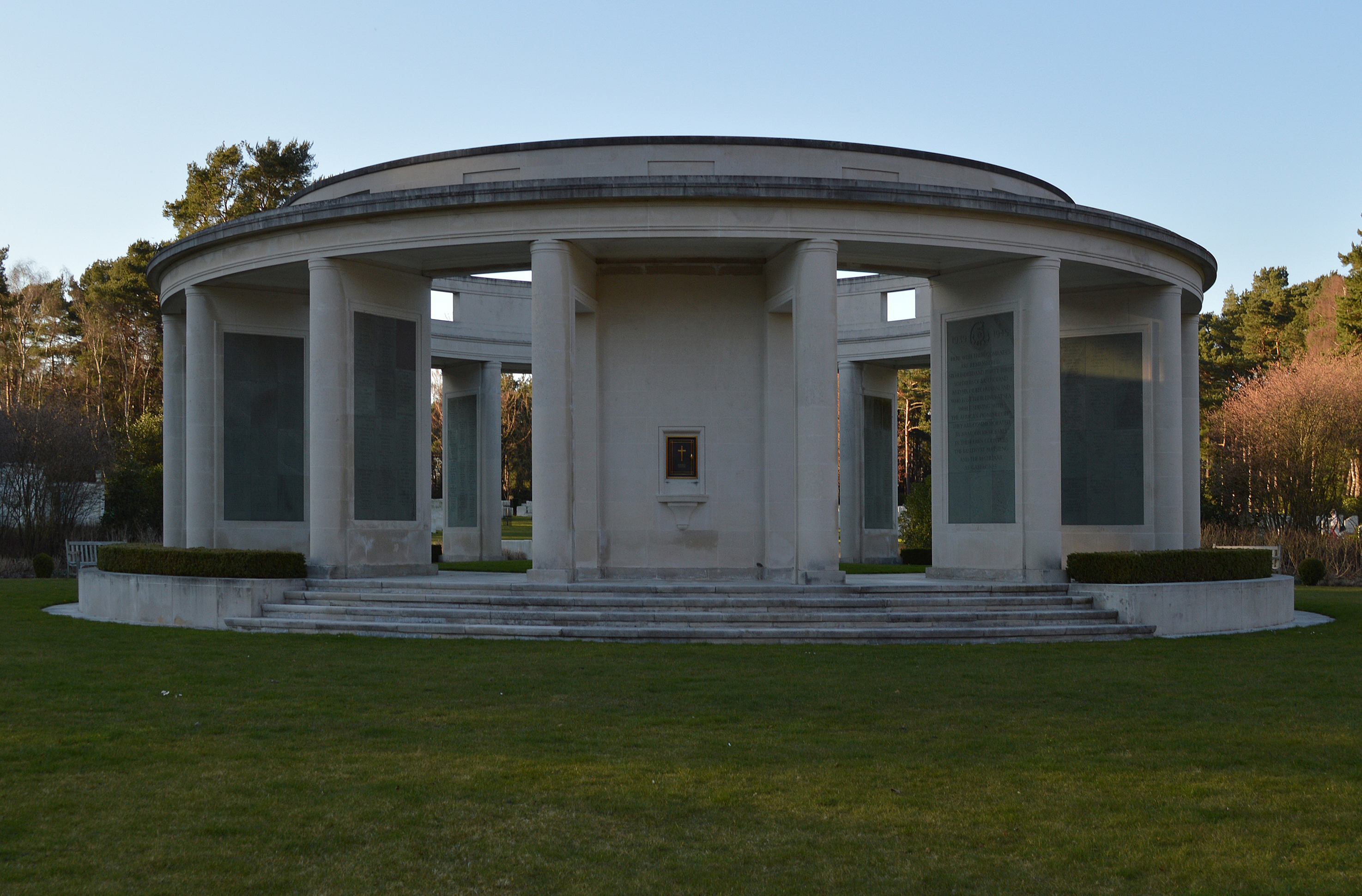
Il Brookwood Memorial, costruito nel 1958 e progettato da Ralph Hobday

Il cimitero militare di Brookwood copre circa 37 acri (15 ha) ed è il più grande cimitero di guerra del Commonwealth nel Regno Unito. Il terreno fu destinato durante la Prima guerra mondiale alla sepoltura degli uomini e delle donne delle forze armate del Commonwealth e degli Stati Uniti, morti nel Regno Unito a causa di ferite e altre cause. Attualmente contiene 1.601 sepolture del Commonwealth risalenti alla Prima guerra mondiale e 3.476 alla Seconda guerra mondiale (queste ultime includono 3 aviatori britannici non identificati e 2 aviatori canadesi non identificati).
C'è una sezione canadese particolarmente numerosa, che comprende 43 uomini morti per le ferite riportate durante il raid su Dieppe nell'agosto del 1942. Nel 1968, due dozzine di morti musulmani vennero trasferiti qui dal cimitero musulmano di Horsell Common. Nell'angolo sud-orientale del cimitero si trova una grande sezione della Royal Air Force, che comprende tombe di cittadini cechi e statunitensi morti durante il servizio nella RAF.
Il cimitero ospita anche 786 tombe di guerra non appartenenti al Commonwealth, tra cui 28 caduti francesi non identificati, oltre a otto caduti tedeschi della prima guerra mondiale e 46 della seconda guerra mondiale. Contiene anche sezioni polacche (84 tombe), ceche, belghe (46 tombe), olandesi (sette tombe) e italiane (oltre 300 tombe). Ad eccezione del giorno di Natale e di Capodanno, questo cimitero è aperto al pubblico dalle 8:00 al tramonto dal lunedì al venerdì e dalle 9:00 al tramonto il sabato e la domenica.
Originariamente, lo United Kingdom 1914–1918 Memorial sorgeva all'estremità nord-orientale dell'appezzamento dedicato ai caduti del 1914-1918. Il nuovo monumento che lo ha sostituito è stato creato nel 2004 e commemora 338 militari del Commonwealth morti durante la prima guerra mondiale nel Regno Unito, ma senza una tomba nota. La maggior parte delle vittime commemorate nel Memoriale 1914-1918 sono militari identificati dal progetto In From The Cold come deceduti mentre erano affidati alle loro famiglie e che all'epoca non furono commemorati dalla Commissione. Coloro le cui tombe vengono via via scoperte vengono commemorati nel rispettivo cimitero.
Il Brookwood Memorial si trova all'estremità meridionale della sezione canadese del cimitero e commemora 3.428 uomini e donne del Commonwealth morti durante la Seconda guerra mondiale e di cui non si conosce la tomba. Tra questi rientrano i commando uccisi nei raid di Dieppe e Saint-Nazaire e il personale dello Special Operations Executive morto nell'Europa occupata. Il Brookwood Memorial rende omaggio anche a 199 militari canadesi, uomini e donne.
Il Brookwood (Russia) Memorial fu eretto nel 1983 e smantellato nel 2015. Era dedicato alla commemorazione dei militari del Commonwealth caduti in Russia durante la prima e la seconda guerra mondiale e lì sepolti. Il monumento fu originariamente eretto perché durante la Guerra fredda quelle tombe erano inaccessibili.

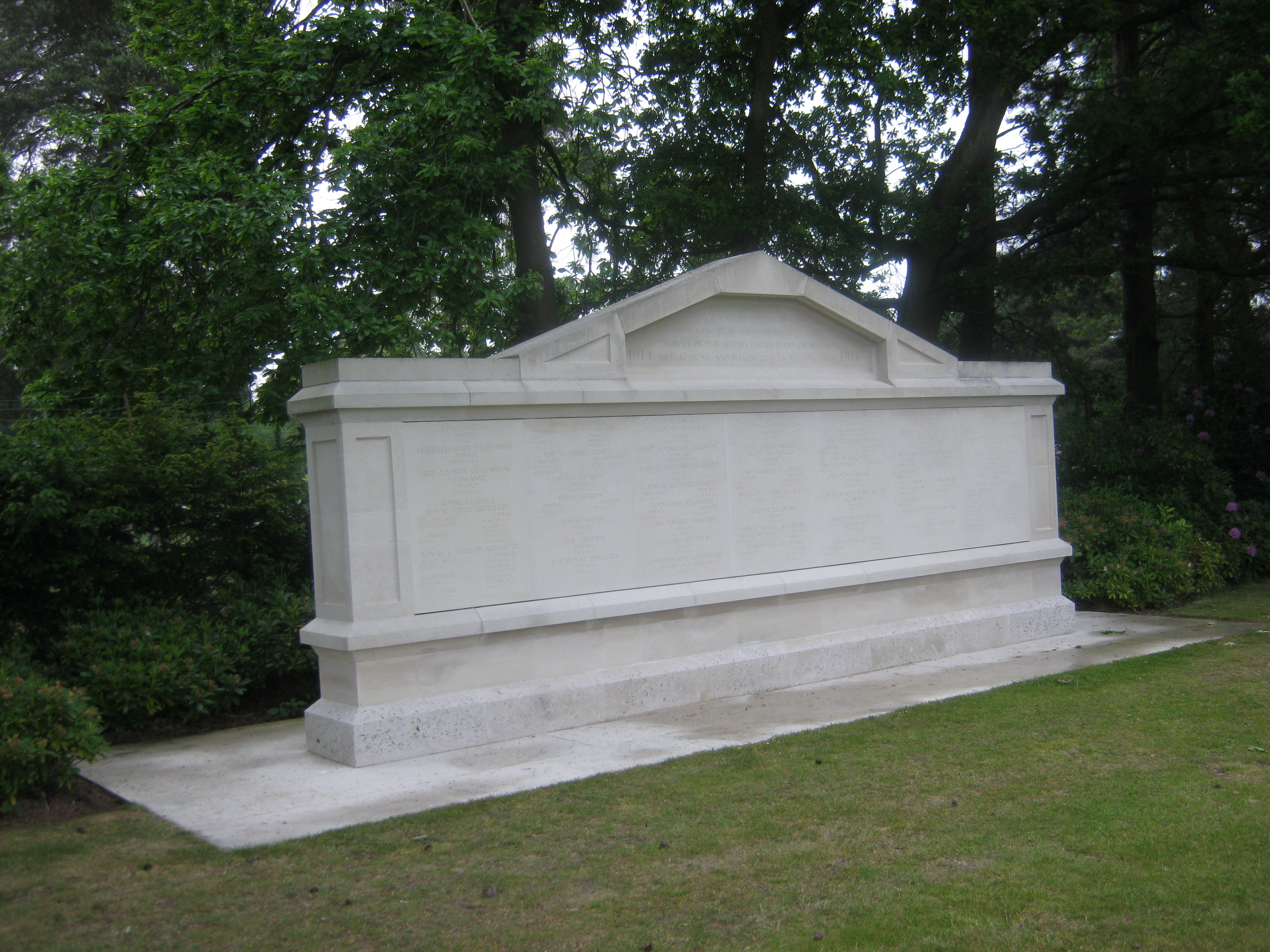
Monumento commemorativo originale del 1914-1918
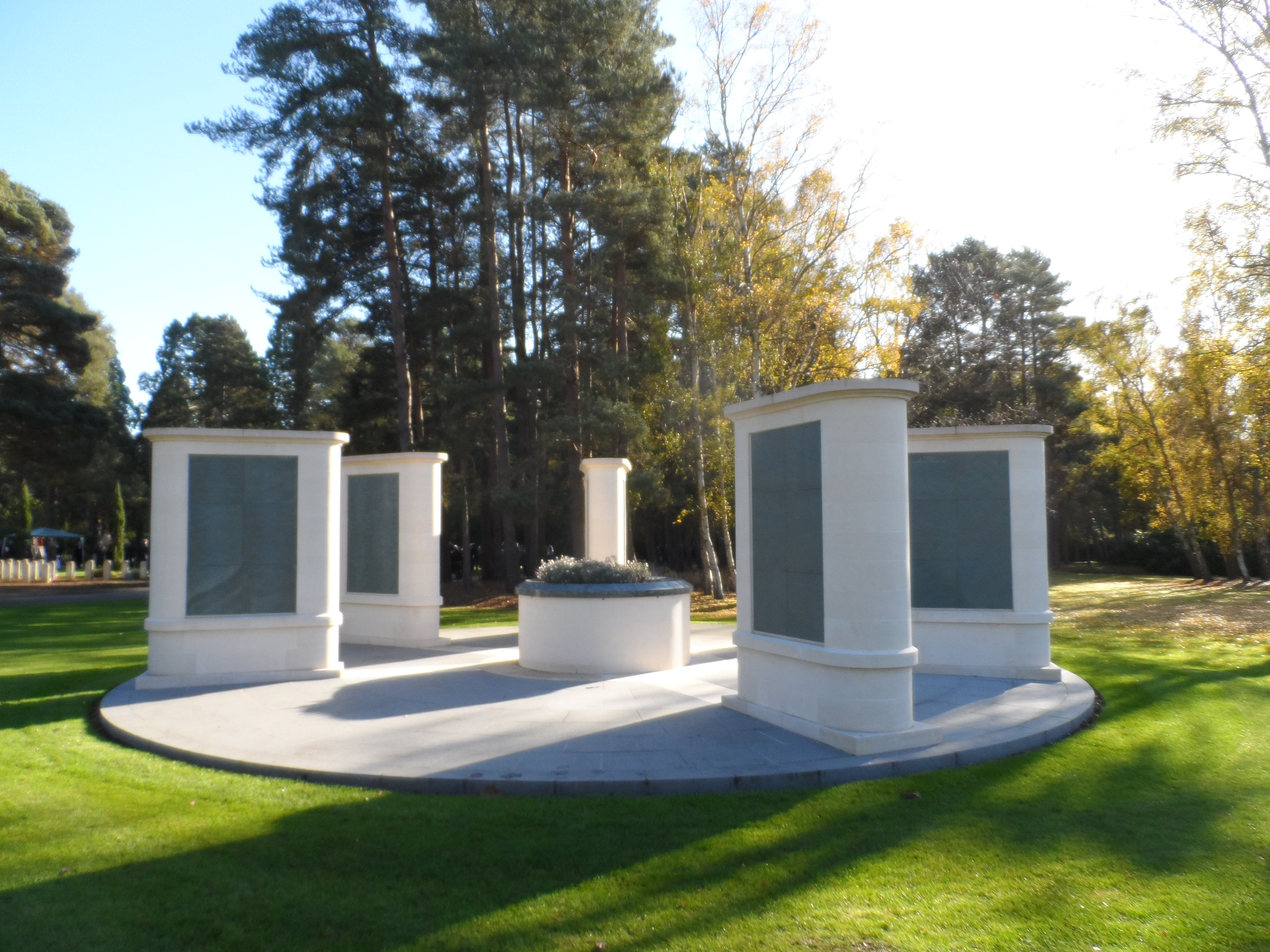
Monumento commemorativo sostitutivo 1914-1918
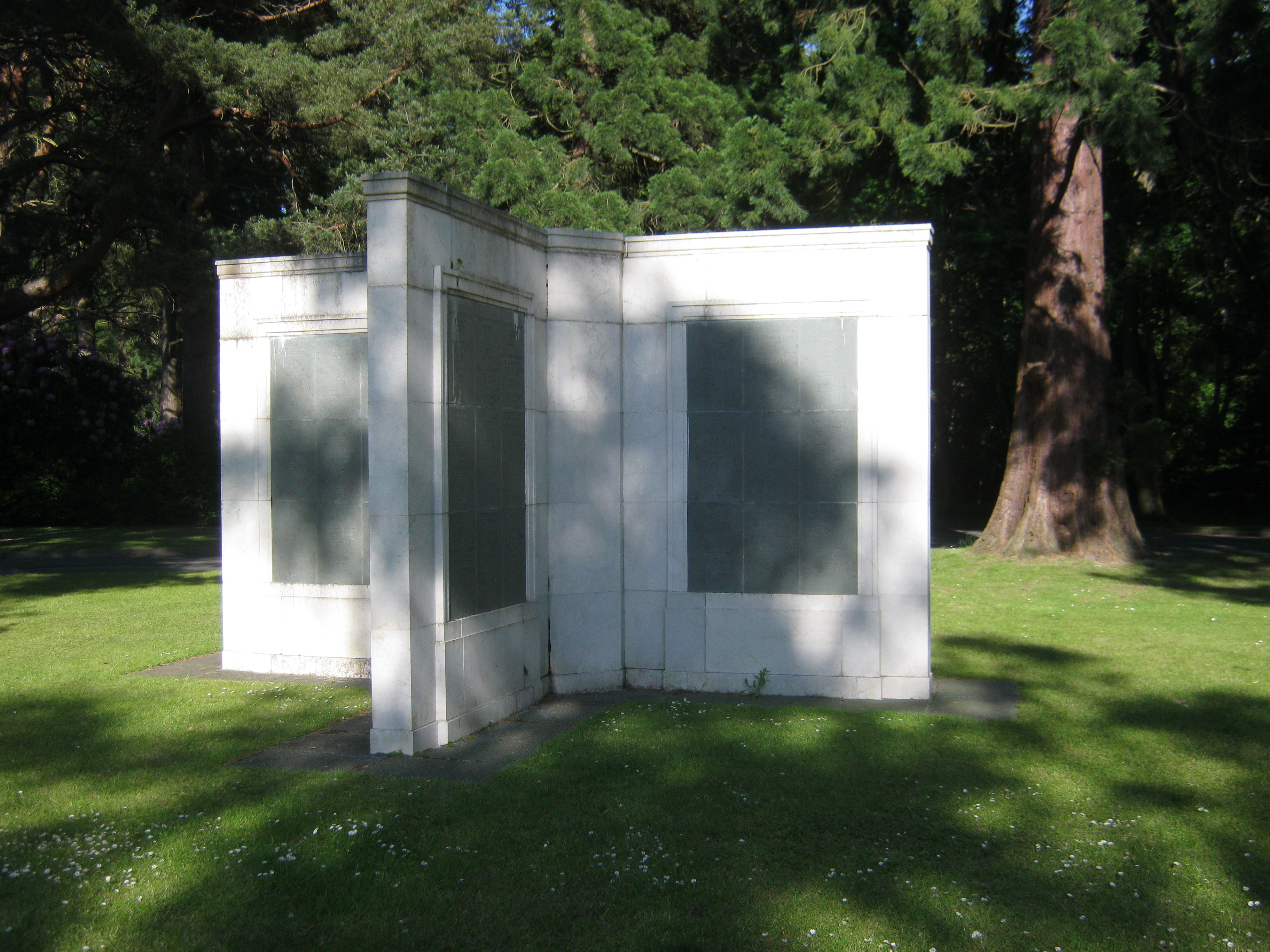
Memoriale della Russia

## Cimitero e memoriale americano di Brookwood

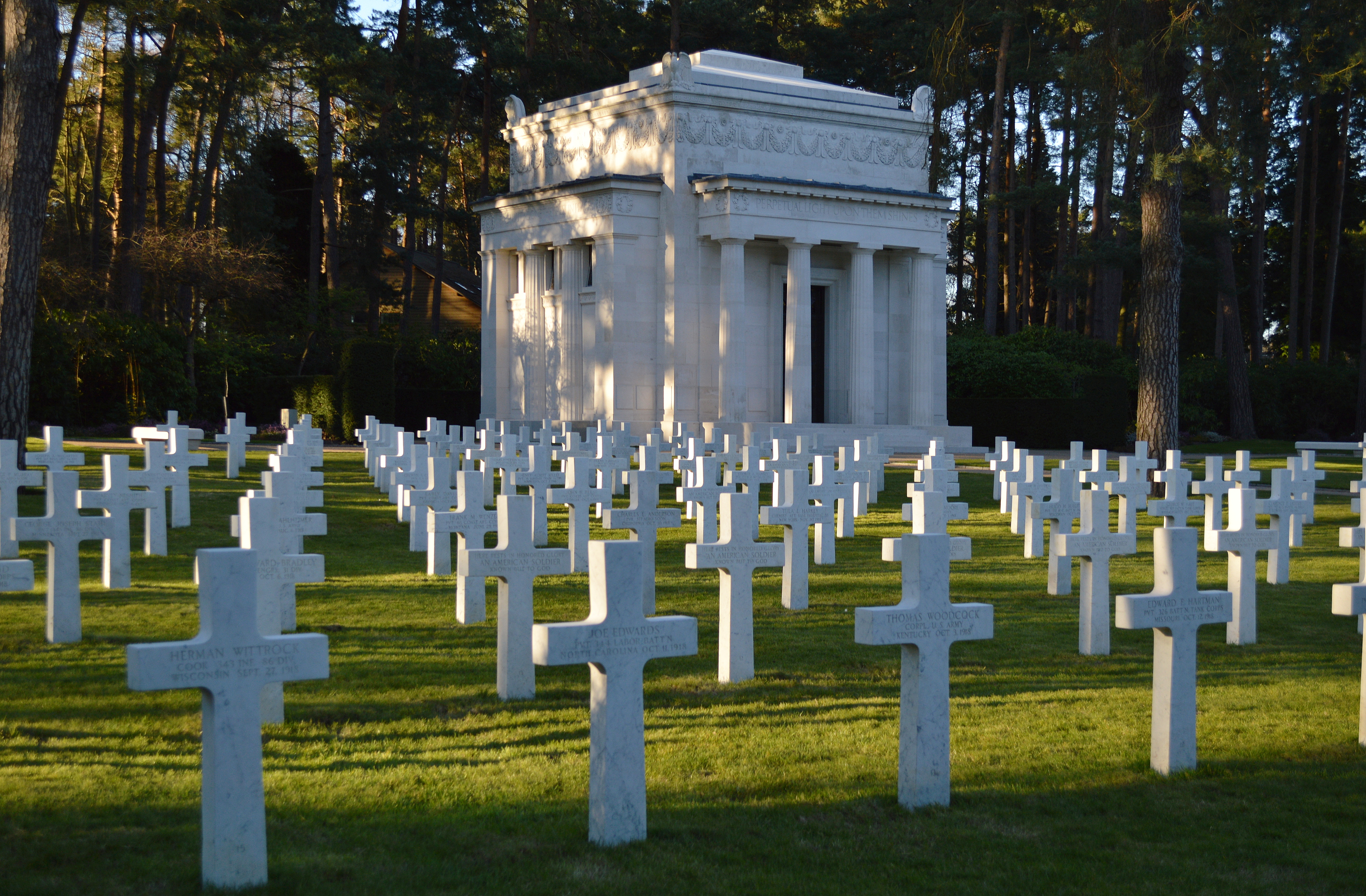
Cimitero e memoriale americano di Brookwood della prima guerra mondiale

Questo sito di 4,5 acri (1,8 ha) si trova a ovest del cimitero civile. Contiene le tombe di 468 militari americani caduti durante la Prima guerra mondiale e ne commemora altri 563 la cui sepoltura non è nota.
Dopo l'entrata degli Stati Uniti nella Seconda guerra mondiale, il cimitero americano fu ampliato e, a partire dall'aprile 1942, iniziarono le sepolture dei militari statunitensi. Col gran numero di personale americano di stanza nell'Inghilterra occidentale, un servizio ferroviario dedicato al trasporto delle salme operava da Plymouth a Brookwood. Nell'agosto del 1944, nel cimitero militare americano erano stati sepolti oltre 3.600 corpi. A quel tempo le sepolture furono interrotte e le vittime statunitensi da quel momento in poi furono sepolte nel cimitero militare americano di Cambridge.
Sotto l'autorità del Quartiermastro Generale dell'Esercito degli Stati Uniti, i militari americani sepolti a Brookwood durante la Seconda guerra mondiale furono riesumati nel gennaio-maggio 1948. Coloro i cui parenti più prossimi fecero richiesta vennero spediti negli Stati Uniti, mentre i corpi rimanenti vennero trasferiti nel nuovo cimitero fuori Cambridge.
Il cimitero americano di Brookwood era stato anche il luogo di sepoltura dei militari statunitensi giustiziati durante il loro servizio nel Regno Unito, i cui corpi erano stati trasportati a Brookwood in treno dalla prigione di Shepton Mallet. Non furono trasferiti a Cambridge nel 1948, ma invece riseppelliti in tombe senza nome presso il cimitero americano di Oise-Aisne, Plot E, un sito in Francia dedicato ai militari statunitensi giustiziati durante la seconda guerra mondiale. Dopo la rimozione delle tombe di guerra statunitensi, il sito fu suddiviso in cimiteri per le forze della Francia libera e per i prigionieri di guerra italiani.

## Luogo di sepoltura dei Parsi (zoroastriani)
Il cimitero di Brookwood ospita l'unica necropoli parsi / zoroastriana d'Europa. Inaugurata nel novembre 1862 in seguito alla prima morte registrata di un Parsi in Gran Bretagna, fu riprogettata nel 1901 da Sir George Birdwood secondo lo schema tradizionale del paradiso persiano. Alcune sepolture degne di nota includono quella di Jamshedji Tata, industriale e filantropo indiano che fondò il Gruppo Tata, la più grande società conglomerata dell'India. Altre sepolture degne di nota sono DH Hakim, uno dei membri fondatori della London Zoroastrian Association e la cui morte nel 1862 fu il catalizzatore per l'apertura del luogo di sepoltura, e Bapsybanoo Pavry, marchesa vedova di Winchester, eccentrica figlia del reverendissimo Khurshedji Pavry, sommo sacerdote dei Parsi in India.

## Tombe notevoli
(In ordine di data di morte)

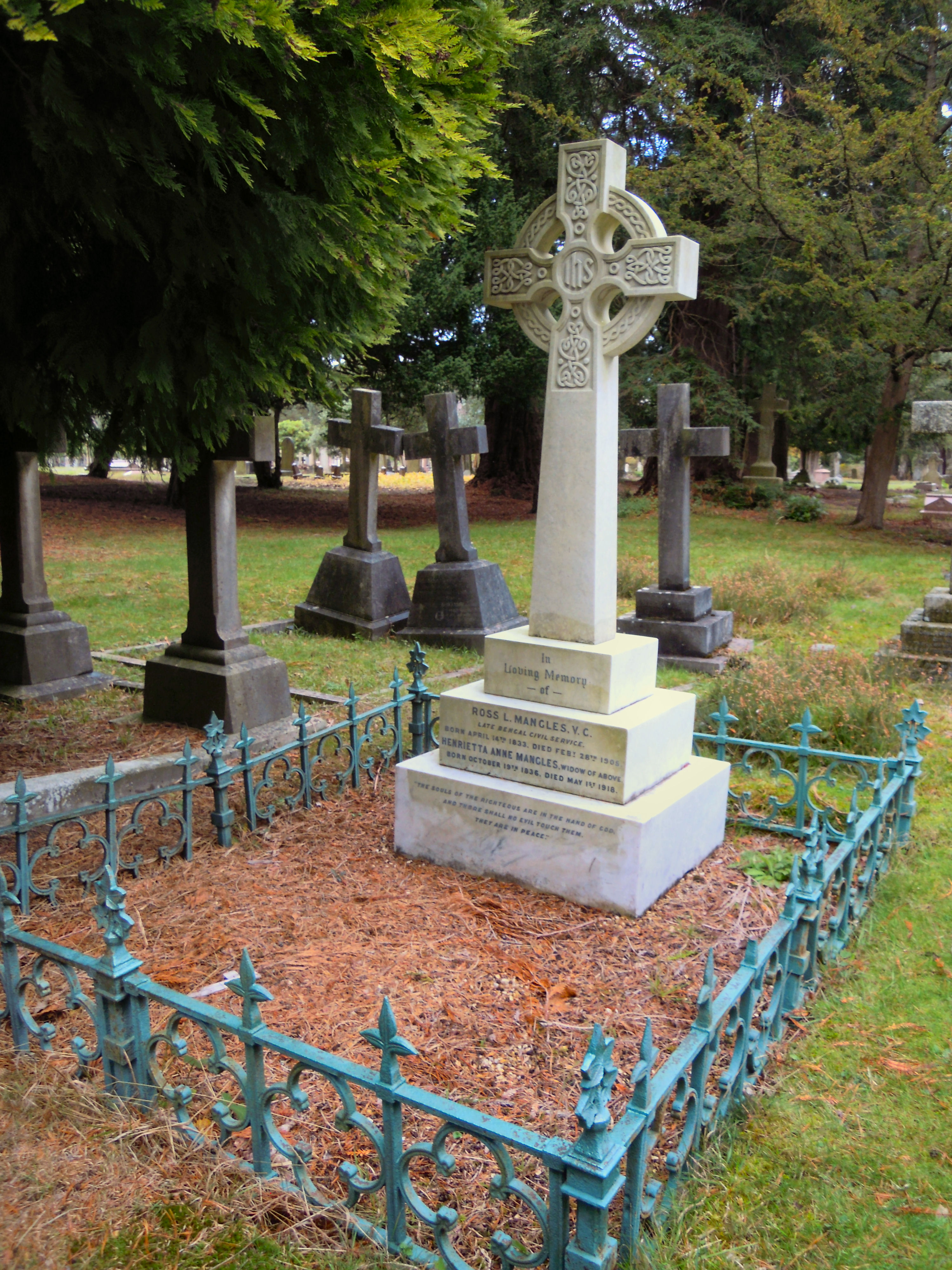
La tomba di Ross Mangles VC

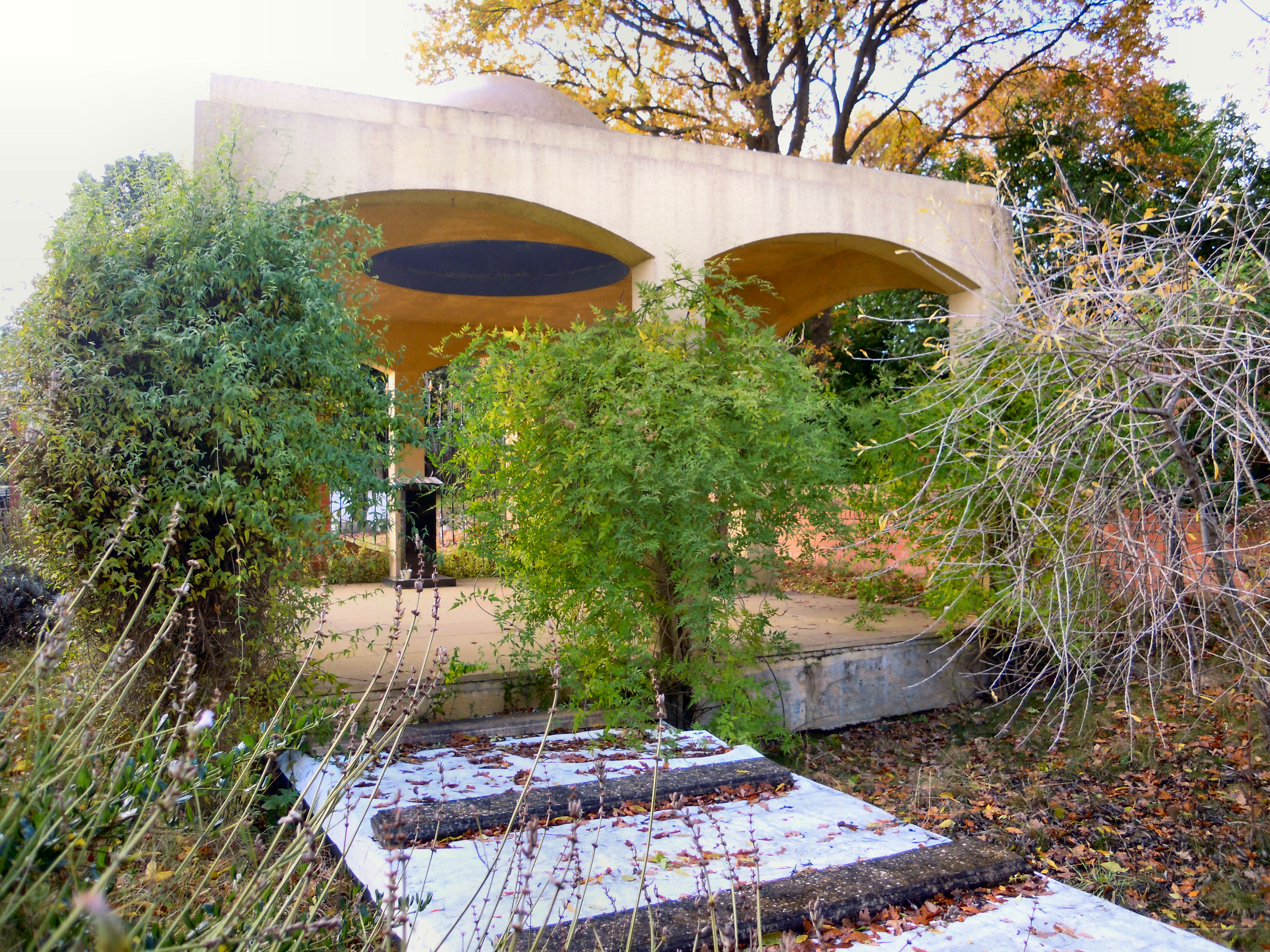
Mausoleo di Ramadan Güney

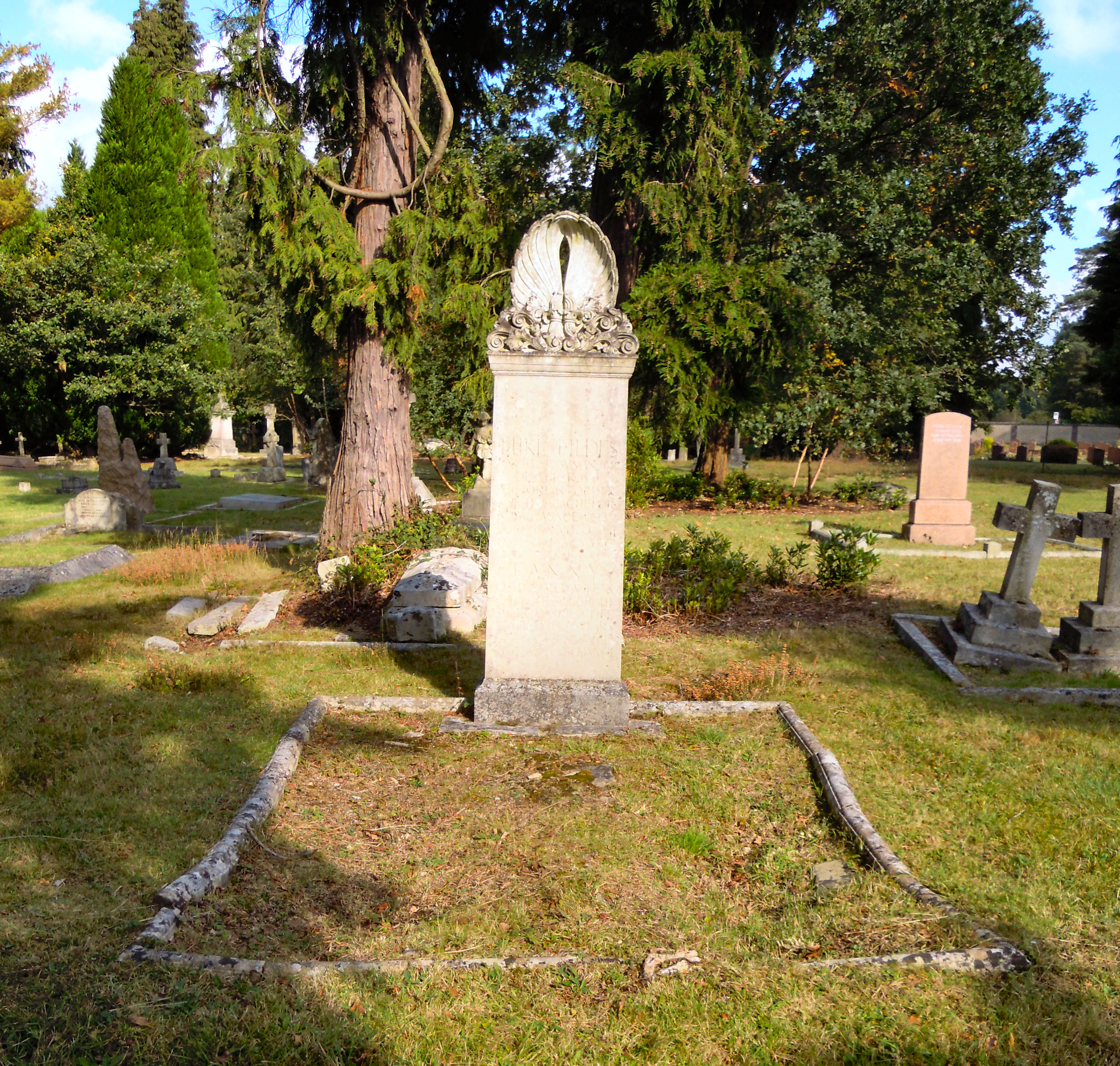
Tomba di Luke Fildes

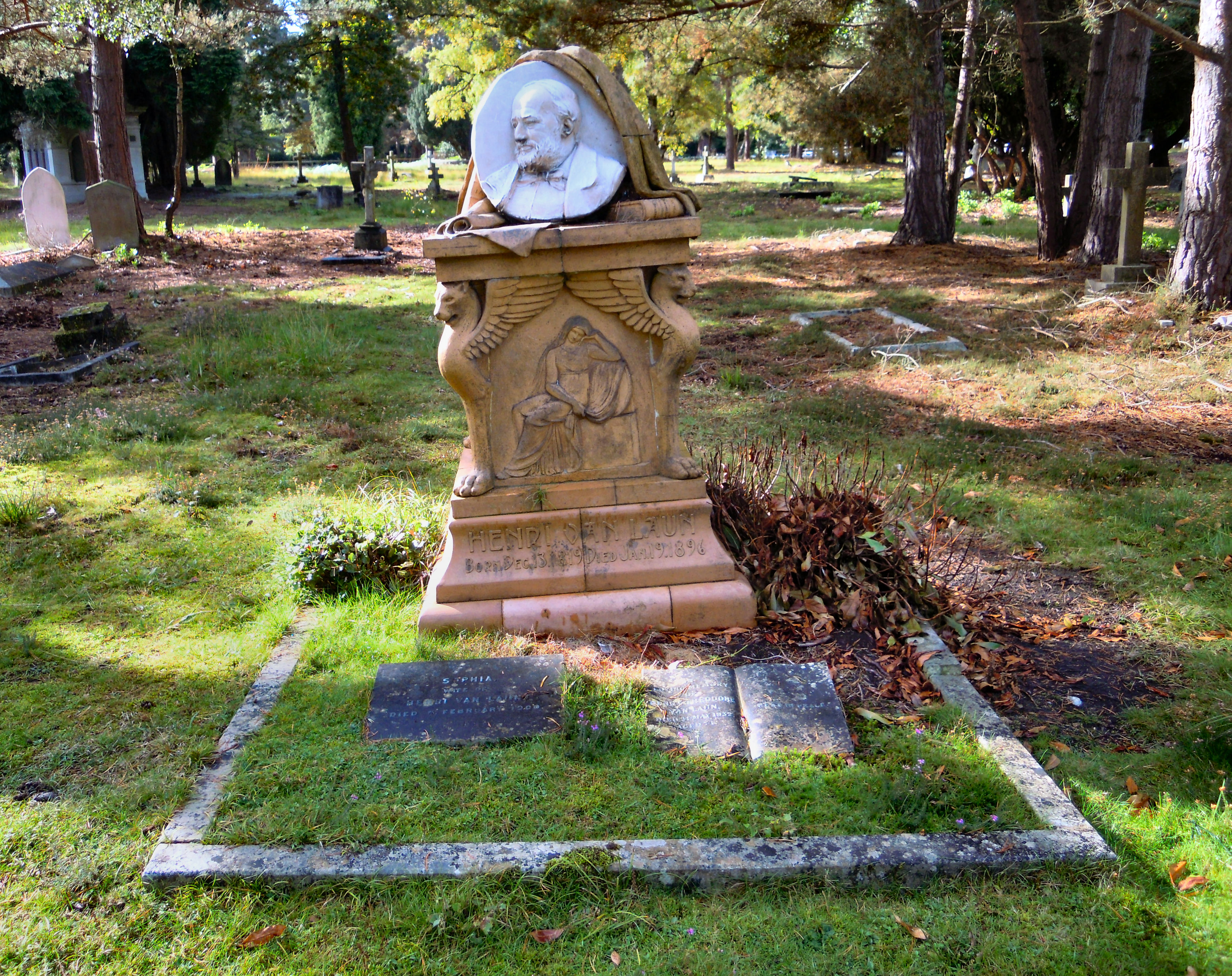
Tomba di Henri van Laun

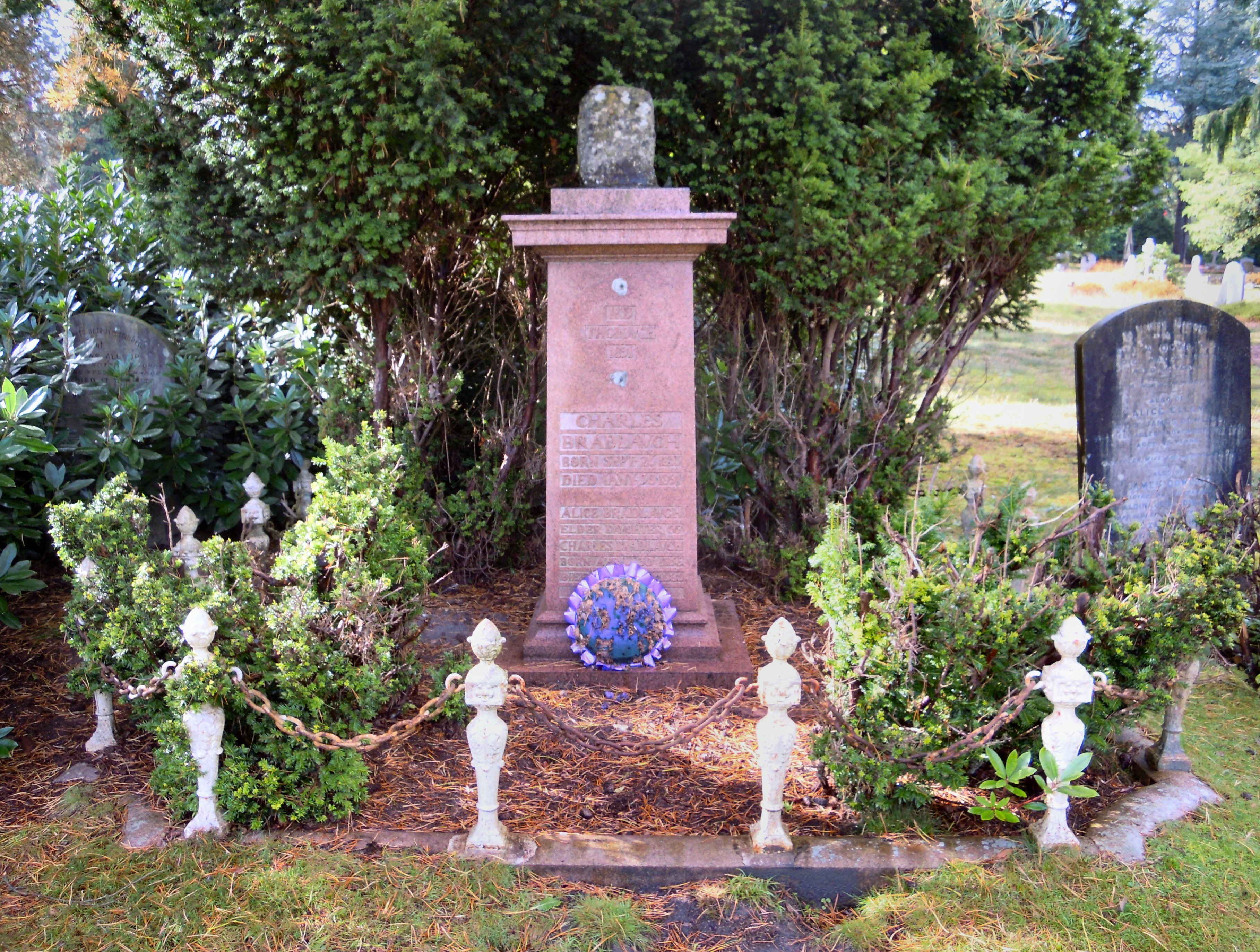
Tomba di Charles Bradlaugh

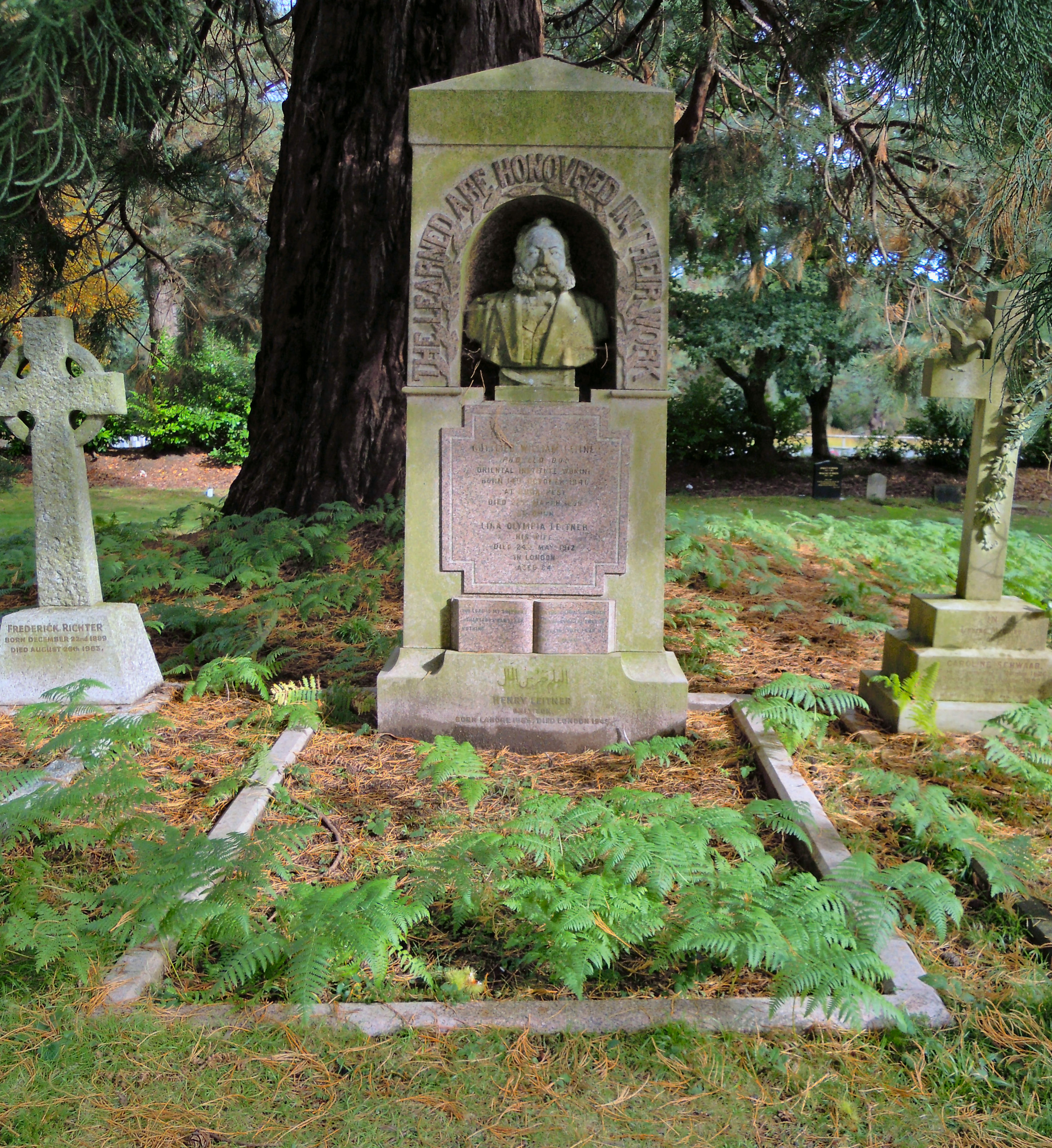
Tomba di Gottlieb Wilhelm Leitner

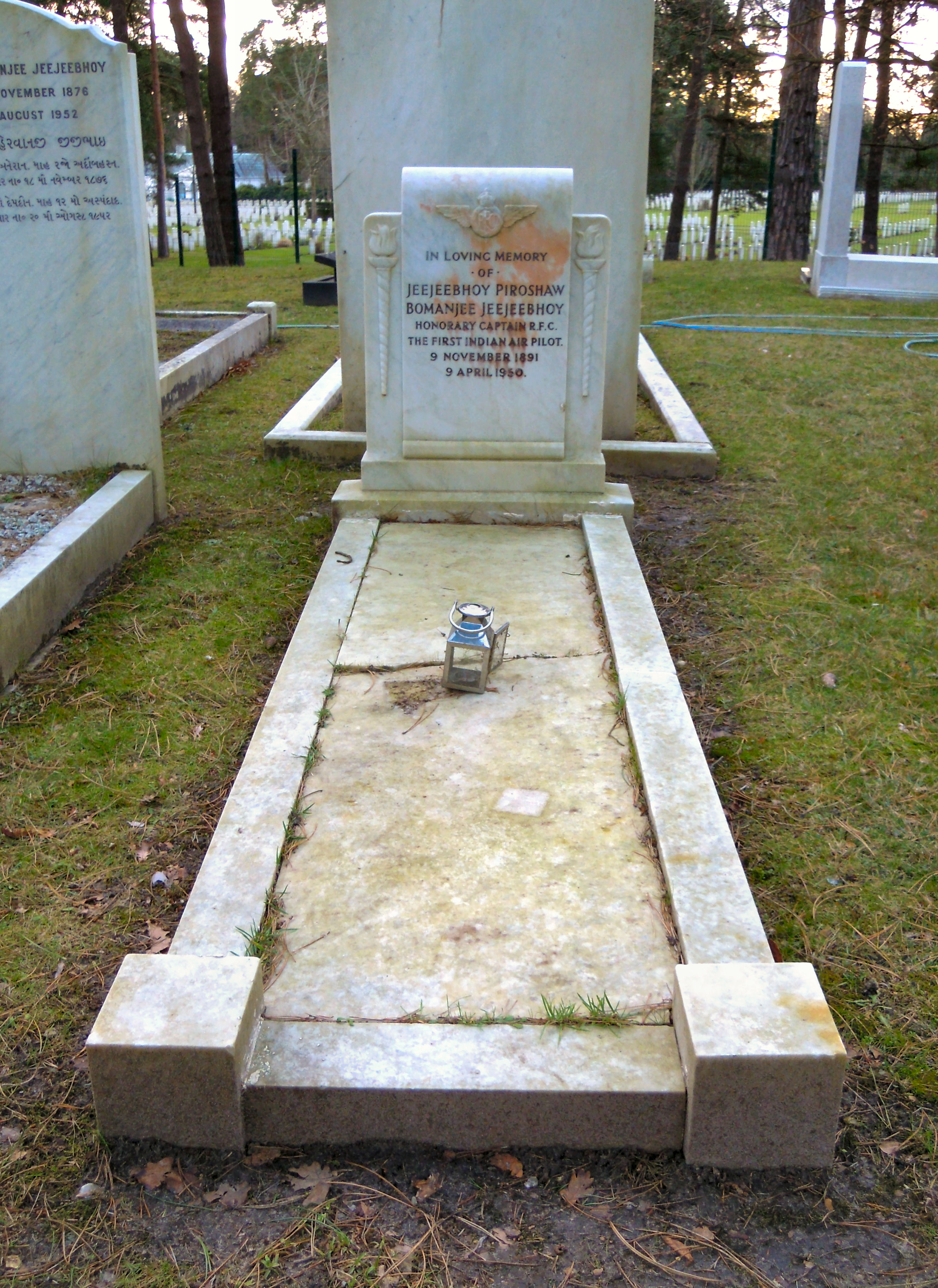
La tomba di Jeejeebhoy nella sezione Parsi del cimitero di Brookwood

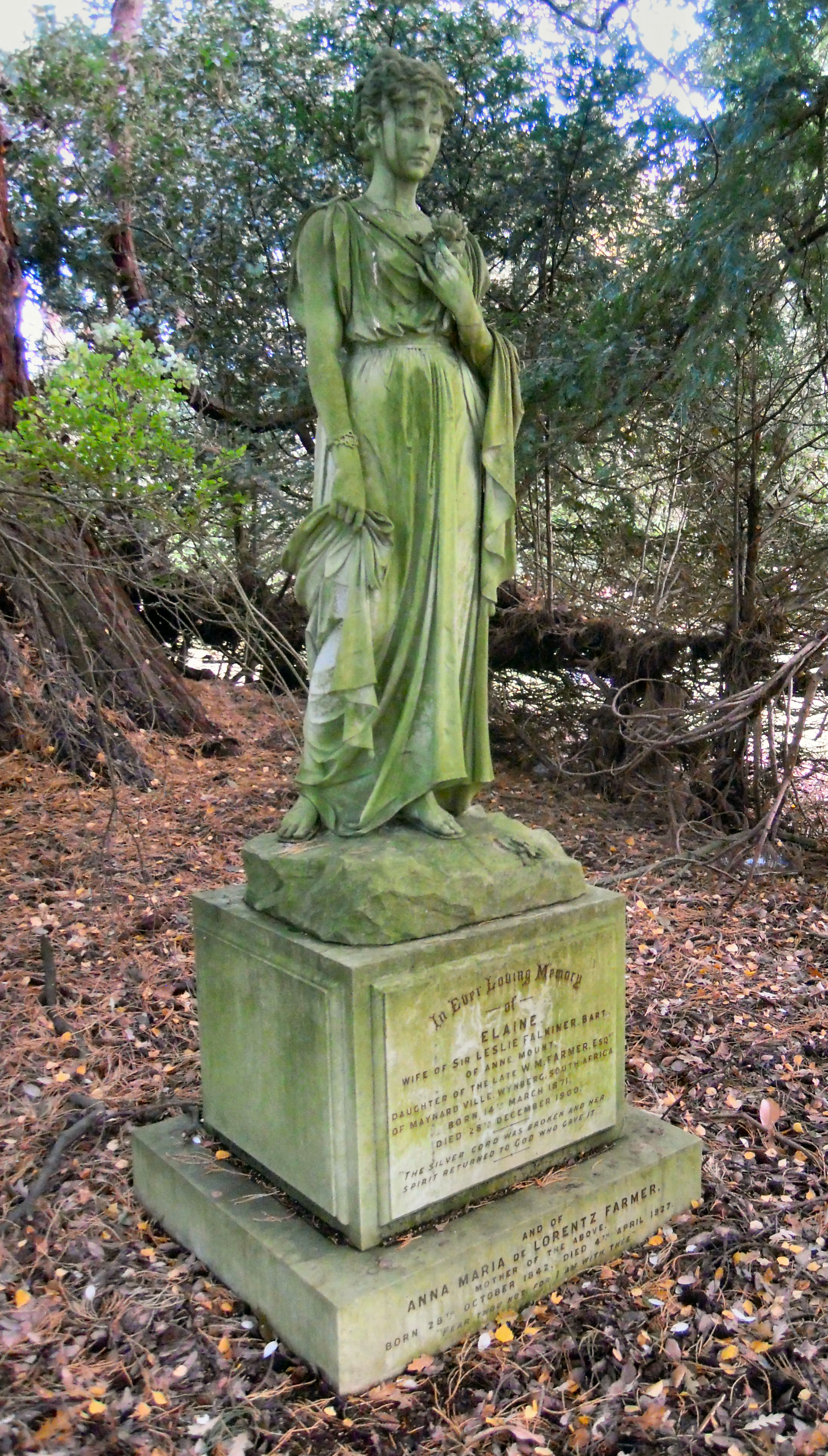
Monumento funebre di Lady Elaine Maynard Falkiner

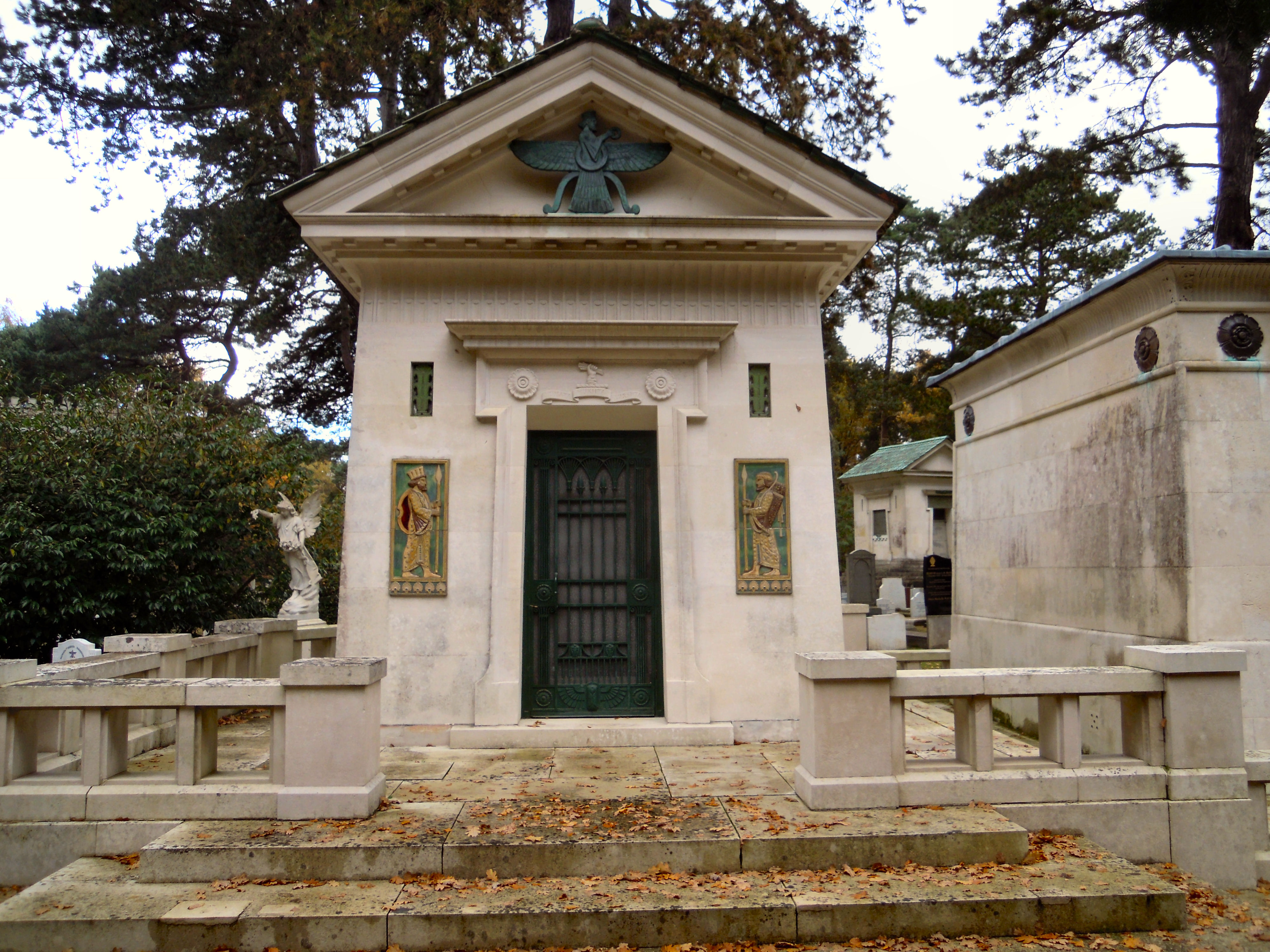
Mausoleo di Dorabji Tata

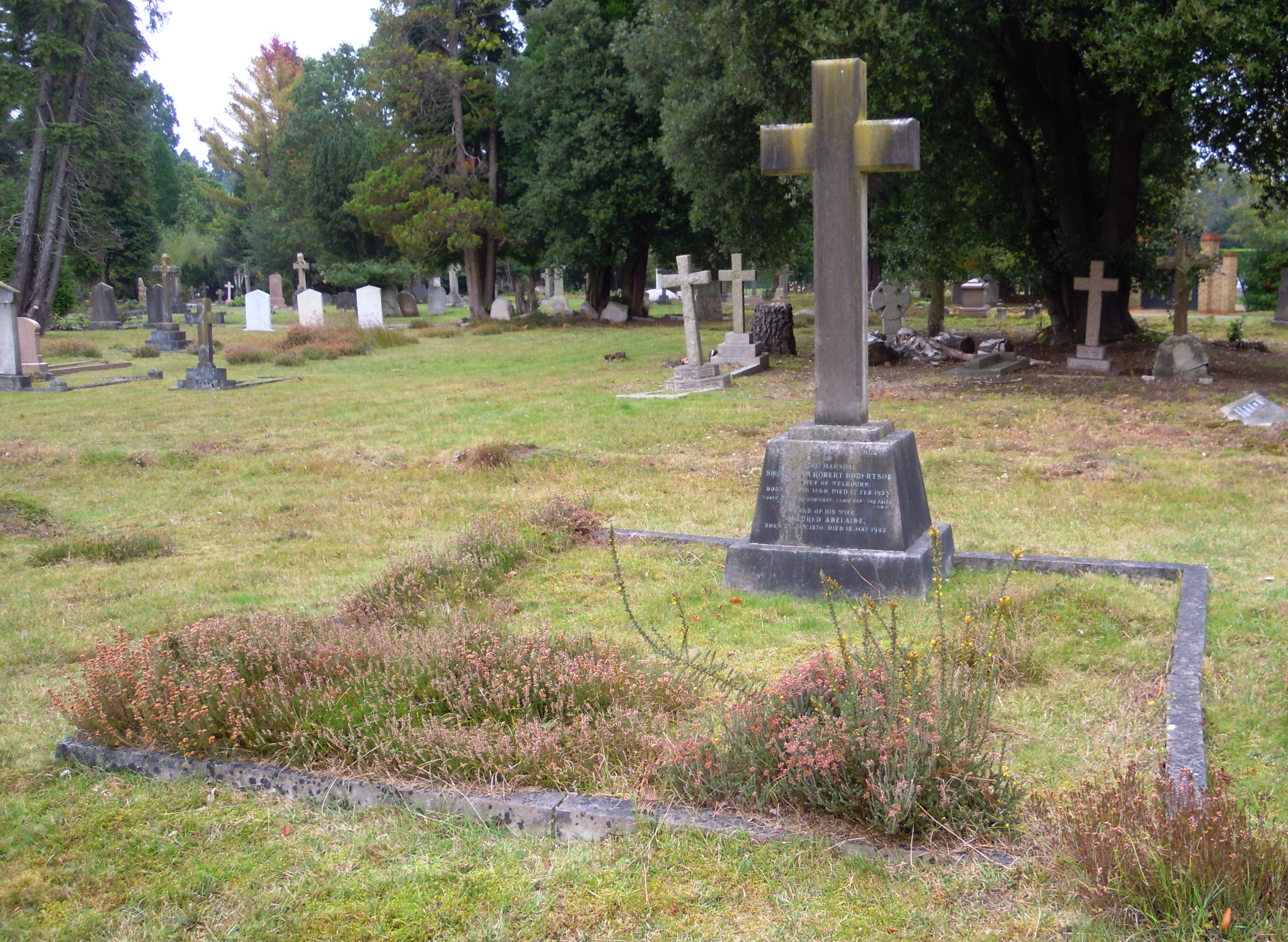
Tomba del maresciallo Sir William Robertson

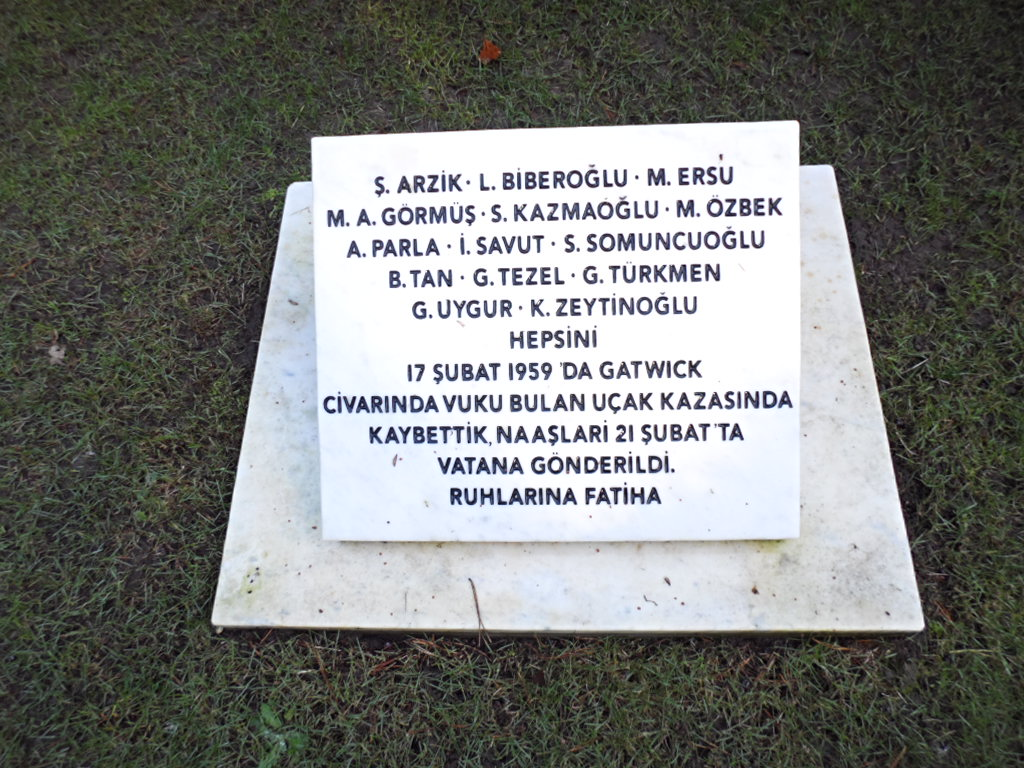
Il memoriale per le vittime dell'aeronautica militare turca al cimitero di Brookwood

- Edoardo il Martire[37] (ca. 962–978), re d'Inghilterra (qui reinterrato dall'abbazia di Shaftesbury nel 1984)
- Daniel Carlsson Solander (1733–1782), naturalista svedese, discepolo di Linneo e scienziato della prima spedizione di James Cook a bordo dell'Endeavour (reinterrato dalla chiesa svedese di Wapping attorno al 1900)
- Ammiraglio Sir Edward Codrington (1770–1851), eroe delle battaglie di Trafalgar e Navarino (reinterrato dalla St Peter's Church di Eaton Square nel 1954)
- Sir Henry Goldfinch (1781–1854), veterano della guerra d'indipendenza spagnola e uno dei primi sepolti a Brookwood
- Thomas Manders (1797–1859), attore teatrale
- Fortunatus Dwarris (1786–1860), giurista e scrittore
- Robert Knox (1791–1862), anatomista e teorico della razza, coinvolto nell'affare Burke e Hare[55]
- John Lynch (ca. 1833–1866), nazionalista irlandese
- Gustav von Franck (1807–1860), scrittore, pittore e fondatore del Savage Club
- Rebecca Isaacs, (1828–1877), soprano
- Horatia Johnson (nata Ward) (1833–1890), nipote di Horatio Nelson ed Emma Hamilton
- Charles Bradlaugh (1833–1891), esponente dell'ateismo e attivista politico[56], e sua figlia Hypatia Bradlaugh Bonner (1858–1935),  attivista pacifista, scrittrice
- Robert Lowe, primo visconte Sherbrooke (1811–1892), statista
- Henri van Laun (1820–1896), scrittore e traduttore
- Alfred William Hunt (1830–1896), pittore paesaggista, e sua figlia Violet Hunt (1863–1942), scrittrice e animatrice letteraria
- Mary Frances Scott-Siddons (1840–1896), attrice e pronipote di Sarah Siddons.
- Daniel Nicols (1833–1897), fondatore dell'Hotel Café Royal
- Gottlieb Wilhelm Leitner (1840–1899), orientalista anglo-ungherese[57]
- Elaine Maynard Falkiner nata Farmer (1871–1900), socialite e prima moglie di Leslie Falkiner
- Samuel Johnson (1830–1900), attore shakespeariano
- Alexander William Williamson (1824–1904), chimico, autore della reazione di Williamson, e capo del dipartimento di chimica dell'University College
- Jamshedji Tata (1839–1904), industriale indiano e fondatore del Gruppo Tata
- Ross Lowis Mangles (1833–1905), il primo civile a essere decorato con la Victoria Cross[58] e uno dei 12 decorati sepolti nel cimitero
- Lord Edward Pelham-Clinton (1836–1907), politico e militare
- Robert Ashington Bullen (1850–1912), sacerdote, geologo e concologo
- Dugald Drummond (1840–1912), ingegnere ferroviario
- Allan Octavian Hume (1829–1912), fondatore del Congresso Nazionale Indiano, funzionario e naturalista dilettante nell'India britannica
- Arthur Dukinfield Darbishire (1879–1915), genetista
- Bernhard Wise (1858–1916), politico australiano, atleta dilettante e cofondatore dell'Amateur Athletic Association
- John Wrightson (1840–1916), pioniere nell'educazione in agricoltura e probabilmente il primo surfista britannico
- William De Morgan (1839–1917), designer
- Comandante Shelley Scarlett (1871–1917), ufficiale di marina[59]
- Sir John Wolfe Barry (1836–1918), ingegnere civile, progettista dei Barry Docks, Galles
- Dudley John Beaumont (1877–1918), ufficiale, pittore e marito di Sibyl Mary Hathaway[60]
- Sir Ratanji Tata (1871–1918), imprenditore e filantropo indiano
- Edward Compton (1854–1918), impresario teatrale
- Edmund Baron Hartley (1847–1919), decorato con la Victoria Cross
- Evelyn De Morgan (1855–1919), pittore
- John Singer Sargent (1856–1925), pittore statunitense[61]
- Alexis Aladin (1873–1927), politico russo fondatore e guida dei Trudovichi
- Luke Fildes (1843–1927), pittore
- Sarah Eleanor Smith nata Pennington (1861–1931), moglie del capitano del Titanic Edward Smith, sepolta a poca distanza da Sir Cosmo Duff-Gordon
- Sir Cosmo Duff Gordon (1862–1931) baronetto, sportivo e sopravvissuto del Titanic[62]
- Abdul Rahman Andak (1859–1931), funzionario malaysiano, esiliato a Londra nel 1909
- Sir Dorabji Tata (1859–1932), filantropo indiano
- Abdullah Quilliam (1856–1932), convertito dal Cristianesimo all'Islam, noto per aver fondato la prima moschea e centro islamico d'Inghilterra[63]
- Sir William Robertson, GCB, GCMG, GCVO, DSO (1860–1933), Chief of the General Staff (CIGS) durante la Prima guerra mondiale
- Ernest William Moir (1862–1933), ingegnere civile, primo baronetto Whitehanger, e Margaret, Lady Moir (1864–1942) ingegnere e attivista per i diritti delle donne
- Shapurji Saklatvala (1874–1936), deputato laburista e comunista di nascita indiana, nipote di Jamsetji Tata[64]
- Marmaduke Pickthall (1875–1936), islamista, romanziere, traduttore del Corano in inglese
- Michael O'Dwyer (1864–1940), ex governatore del Punjab
- Stanley Spooner (1856–1940), editore e giornalista
- J. P. B. Jeejeebhoy (1891–1950), primo pilota indiano dei Royal Flying Corps
- Abdullah Yusuf Ali (1872–1953), traduttore del Corano
- Caroll Gibbons (1903–1954), pianista e compositore
- F. F. E. Yeo-Thomas (1902–1964), agente dello Special Operations Executive (SOE)
- Aftab Ali (1907–1972), politico bengalese
- Dennis Wheatley (1897–1977), scrittore
- Rebecca West (1892–1983), romanziera, femminista e giornalista[65]
- Alfred Bestall (1892–1986), autore e illustratore di Rupert Bear
- Naji al-Ali (1936–1987), artista palestinese
- Hamid Mirza (1918–1988), presunto erede della dinastia Qajar
- Joe Vandeleur (1903–1988), ufficiale delle Irish Guards durante la seconda guerra mondiale
- Idries Shah (1924–1996), maestro sufi e scrittore
- Muhammad al-Badr (1926–1996) ultimo re dello Yemen
- Christopher Hewett (1921–2001), attore
- Ramadan Güney (1932–2006), proprietario del Brookwood Cemetery, 1985–2006
- Zdeňka Pokorná (1905–2007), attivista per l'indipendenza della Cecoslovacchia
- Maqbool Fida Husain (1915–2011), pittore indiano
- Boris Berezovsky (1946–2013), oligarca russo[66]
- Zaha Hadid (1950–2016), architetta